# إيليا
إيليا ((بالعبرية: אֵלִיָּהוּ‏) معناه "يهوه إلهي؛ (باليونانية: Ἡλίας)‏؛ (بالسريانية: ܐܸܠܝܼܵܐ)‏)، المعروف بمار الياس هو، وفقًا لما جاء في سفر الملوك في الكتاب العبري، نبي وصانع معجزات عاش في مملكة إسرائيل الشمالية في عهد الملك أخاب في القرن التاسع قبل الميلاد.
في الأصحاح 18 من سفر الملوك الأول، دافع إيليا عن عبادة الإله العبري يهوه بدلاً من عبادة الإله الكنعاني بعل. أجرى الإله العديد من المعجزات على يدي إيليا، بما في ذلك قيامة الأموات، وإنزال النار من السماء، والصعود إلى السماء حيًا "وسط النيران".الملوك الثاني 2: 11 كما صوّره السفر على أنه راعي الجماعة المعروفة باسم "بنو الأنبياء".الملوك الثاني 2: 3-9 وبعد صعود إلى السماء، خلفه تلميذه ومساعده الأكثر إخلاصًا أليشع كقائد لهذه الجماعة. يتنبأ سفر ملاخي بعودة إيليا "قبل مجيء يوم الرب العظيم والمَخُوف"،ملاخي 4: 5 مما يجعله نذيرًا لقدوم المسيح وللنهاية في مختلف الأديان التي تقدس الكتاب المقدس العبري. تظهر الإشارات إلى إيليا في سفر يشوع بن سيراخ والعهد الجديد والمشناه والتلمود والقرآن وكتاب مورمون والكتابات البهائية.
في اليهودية، يُذكر اسم إيليا في طقس هافدالا [الإنجليزية] الأسبوعي الذي يمثل نهاية السبت، كما يتم ذكره اسمه في عادات يهودية أخرى، من بينها عشاء الفصح [الإنجليزية] وبريت ميلاه (طقس الختان). كما يظهر في العديد من القصص والمراجع في الأدب الحاخامي والهجادا، بما في ذلك التلمود البابلي. وبحسب بعض التفسيرات اليهودية، فإن إيليا سيعود في نهاية الزمان. ويشير العهد الجديد المسيحي إلى أن بعض الناس اعتقدوا أن يسوع كان هو، إلى حد ما، إيليا،متى 16: 14، ومرقس 8: 28
لكنه أشار أيضًا إلى أن يوحنا المعمدان هو "إيليا"لوقا 1: 11-17، ومتى 11: 14، ومتى 17: 10-13 الذي وُعد بالعودة في سفر ملاخي. ووفقًا للروايات الواردة في الأناجيل الثلاثة، ظهر إيليا مع موسى أثناء تجلي يسوع. في الإسلام، يُعد إيليا (إلياس) نبيًا مُرسلًا من الله، حيث ذكر القرآن بإيجاز وعظه ضد عبادة بعل. وقد اختارته البوسنة والهرسك قديسًا شفيعًا لها منذ سنة 1752م.

## الروايات الكتابية

خريطة فلسطين في القرن التاسع قبل الميلاد، تُظهر مملكة إسرائيل باللون الأزرق، ومملكة يهوذا باللون الأصفر الذهبي.

وفقًا للكتاب المقدس، بحلول القرن التاسع قبل الميلاد، انقسمت مملكة إسرائيل التي كانت موحدة في عهد سليمان، إلى مملكة إسرائيل الشمالية ومملكة يهودا الجنوبية (التي احتفظت بالعاصمة التاريخية القدس مع هيكلها). استمر عمري ملك إسرائيل في سياساته التي يرجع تاريخها إلى عهد يربعام والتي تتعارض مع الشريعة الدينية، بهدف إبعاد التركيز الديني عن القدس عن طريق تشجيع بناء مذابح الهياكل المحلية لتقديم القرابين، وتعيين كهنة من خارج سبط اللاويين، والسماح أو تشجيع المعابد المخصصة لبعل، وهو إله مهم في الديانة الكنعانية القديمة. حقّق عمري الأمن الداخلي في مملكته من خلال المصاهرة عن طريق زواج ابنه أخاب من الأميرة إيزابل التي كانت تعبد بعل، وهي ابنة ملك صيدا في فينيقيا. أدت هذه السياسات والمصاهرة إلى حلول الأمن والرخاء الاقتصادي لمملكة إسرائيل لبعض الوقت، لكنها لم تحقق السلام مع أنبياء بني إسرائيل، الذين دافعوا عن التفسير الصارم للشريعة.
في ظل حكم أخاب، تفاقمت التوترات حيث بنى أخاب هيكلًا للبعل، وأحضرت زوجته إيزابل حاشية كبيرة من كهنة وأنبياء بعل وعشيرة إلى البلاد. في هذا السياق، يأتي ذكر إيليا في سفر الملوك الأول 17: 1 باسم «إيليا التشبي» مُحذّرًا أخاب من أنه ستكون هناك سنوات من الجفاف الكارثي لدرجة أنه لن يتشكل حتى الندى، لأن أخاب وملكته يُمثّلان نهاية سلسلة ملوك إسرائيل الذين يقال إنهم "عملوا الشر في عيني الرب".

### أسفار الملوك
لا توجد خلفية عن أصول شخصية إيليا باستثناء وصفه المختصر بالتشبي. اسمه بالعبرية يعني "يهوه إلهي"، وربما هو لقب أطلق عليه بسبب تحديه لعبادة بعل. بحسب ما جاء في الكتاب العبري، فإن تحدي إيليا كان جريئًا ومباشرًا. كان بعل هو الإله الكنعاني المسؤول عن المطر والرعد والبرق والندى. وهكذا، عندما تنبأ إيليا في البداية بالقحط، لم يكن مُتحديًا لبعل نيابة عن الإله نفسه فحسب، بل تحدّى أيضًا إيزابل وكهنتها وآخاب وشعب إسرائيل.الملوك الأول 18: 17-19

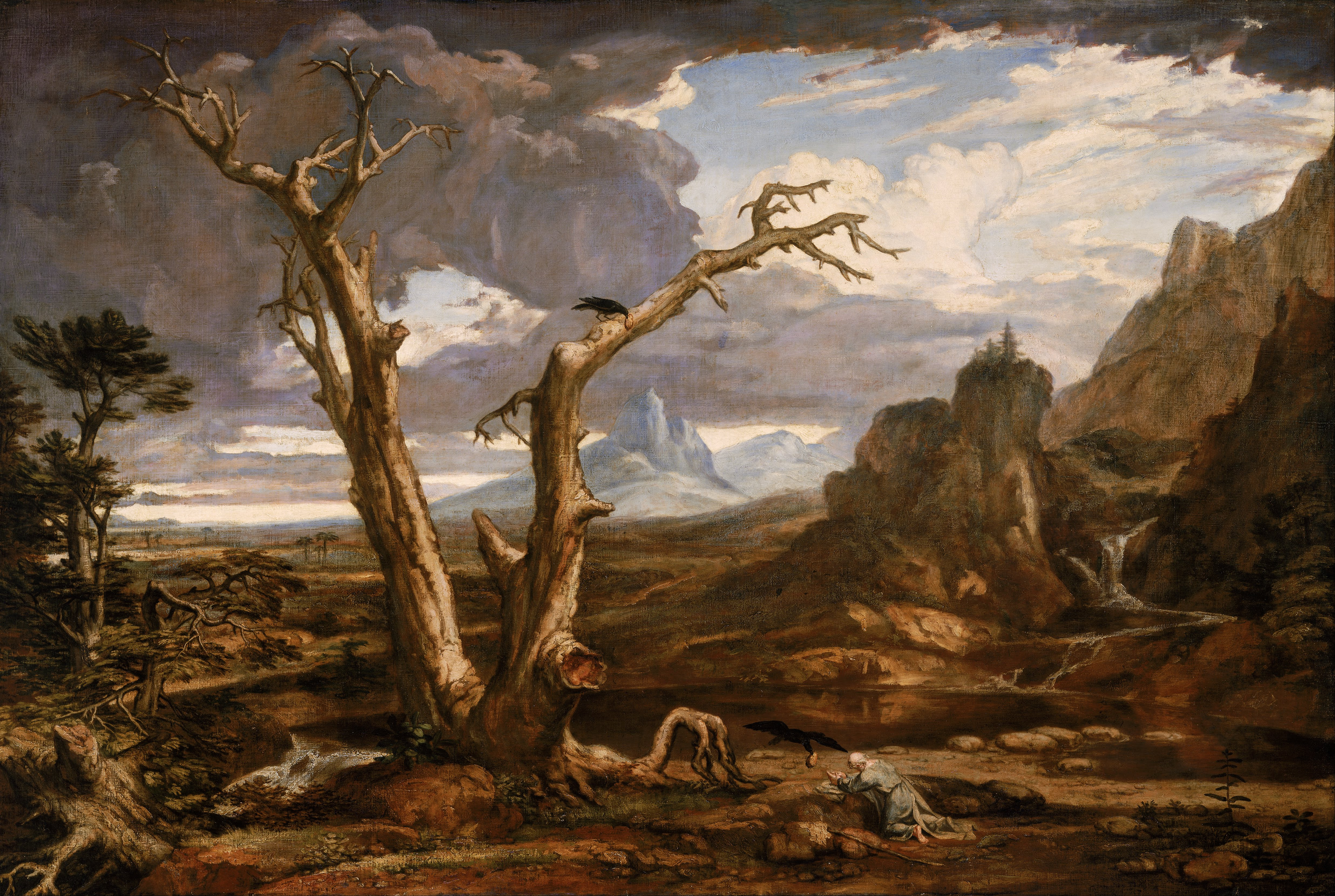
لوحة "إيليا في البريّة" لواشنطن أليستون.

#### أرملة صرفة
بعد مواجهة إيليا مع أخاب، أمره الله أن يغادر إسرائيل إلى مخبأ عند نهر كريث شرقي الأردن، حيث ستطعمه الغربان.الملوك الأول 17 وعندما يجف النهر، أرسله الإله إلى أرملة تعيش في مدينة صرفة في فينيقية. وعندما وجدها إيليا، طلب منها بعض الماء وقطعة خبز، لكنها قالت إنه ليس لديها ما يكفي من الطعام لإبقائها هي وابنها على قيد الحياة. أخبرها إيليا أن الإله لن يجعل مخزونها من الدقيق أو الزيت ينفد، قائلاً: «لا تخافي. ادخلي واعملي كقولك، ولكن اعملي لي منها كعكة صغيرة أولا واخرجي بها إلي، ثم اعملي لك ولابنك أخيرا. لأنه هكذا قال الرب إله إسرائيل: إن كوار الدقيق لا يفرغ، وكوز الزيت لا ينقص، إلى اليوم الذي فيه يعطي الرب مطرا على وجه الأرض»الملوك الأول 17: 13-14 فأطعمته آخر طعامهم، وكانت المعجزة أن وعد إيليا تحقق.

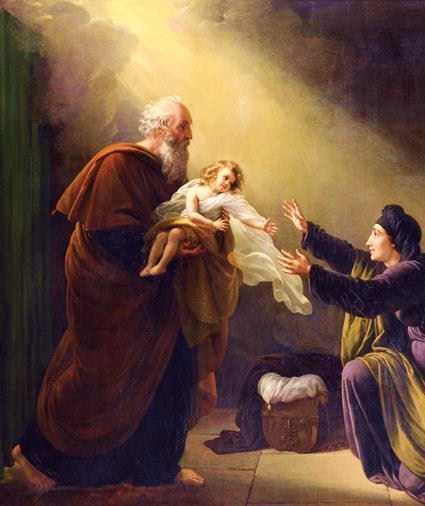
لوحة "إيليا يُحيي ابن أرملة صرفة" للويس هيرسينت.

وبعد فترة، مات ابن الأرملة، فاتهمته الأرملة قائلة: «هل جئت إلي لتذكير إثمي وإماتة ابني؟»الملوك الأول 17: 18 فصلّى إيليا لكي يرد الإله ابنها حتى تستعيد الثقة في كلمة الإله، و«فسمع الرب لصوت إيليا، فرجعت نفس الولد إلى جوفه فعاش»الملوك الأول 17: 22 كان ذلك أول مثال على إحياء الموتى في الكتاب المقدس. حينئذ صرخت الأرملة: «هذا الوقت علمت أنك رجل الله، وأن كلام الرب في فمك حق».الملوك الأول 17: 24 وبعد أكثر من ثلاث سنوات من الجفاف والمجاعة، أمر الإله إيليا أن يعود إلى أخاب ليعلن نهاية الجفاف. وفي الطريق، التقي إيليا بعوبديا رئيس بيت أخاب، الذي أخفى مائة من أنبياء اليهود من حملة التطهير العنيفة التي قامت بها إيزابل. خشي عوبديا إن أخبر أخآب بمكان إيليا، أن يختفي إيليا؛ مما سيجعل أخاب يأمر بإعدامه. إلا أن إيليا طمأن عوبديا، وأرسله إلى أخآب.

#### تحدّي بعل

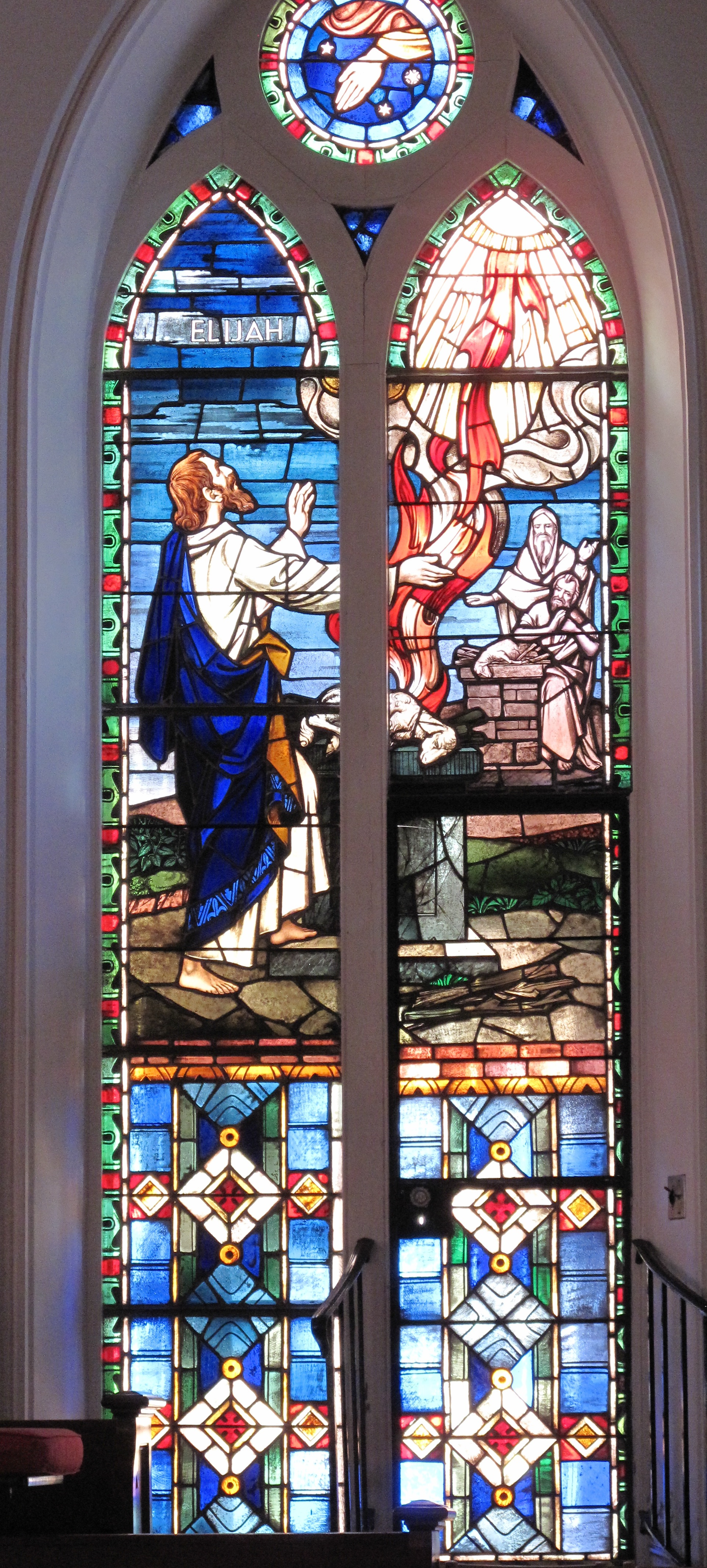
نافذة زجاجية ملونة في كنيسة القديس ماثيو الألمانية الإنجيلية اللوثرية في تشارلستون، كارولينا الجنوبية؛ تعرض قربان إيليا الذي تأكله نار من السماء.

عندما واجه أخاب إيليا، اتهمه بأنه "مُكدّر إسرائيل"، لكن إيليا رد قائلاً إن أخاب نفسه هو من كدّر إسرائيل بالسماح بعبادة آلهة باطلة. استدعى أخاب شعب إسرائيل، و450 من أنبياء بعل، و400 من أنبياء عشيرة إلى جبل الكرمل بطلب من إيليا، حيث وبّخ إيليا الناس على إذعانهم لعبادة بعل، قائلًا: «حتى متى تعرجون بين الفرقتين؟ إن كان الرب هو الله فاتبعوه، وإن كان البعل فاتبعوه».الملوك الأول 18: 21 ثم اقترح إيليا إجراء اختبارًا مباشرًا لقدرات بعل ويهوه، بأن يأخذ هو وأنبياء البعل واحدًا من الثورين، ويعدانه كقربان ويضعانه على الحطب، ولا يشعلان النار فيها. فاختار أنبياء البعل ثورًا، وأعدّوه. ثم دعاهم إيليا للصلاة من أجل أن تأكل النار القربان. فصلّوا من الصباح حتى الظهر دون جدوى. فسخر إيليا من جهودهم، ودعاهم إلى الدعاء بصوت مرتفع، قائلًا: «لعله مستغرق أو في خلوة أو في سفر! أو لعله نائم فيتنبه»الملوك الأول 18: 27 فتعالت أصواتهم، وجرحون أنفسهم، وواصلوا الصلاة حتى المساء دون جدوى.
ثم قام إيليا بإصلاح مذبح يهوه باثني عشر حجرًا، تُمثّل أسباط إسرائيل الاثني عشر، وحفر إيليا خندقًا حوله، ثم أعد الثور الآخر للقربان، وأمر بغمر القربان والمذبح بالماء من "أربعة جرار كبيرة" تُسكب ثلاث مرات، حتى امتلأ الخندق أيضًا.الملوك الثاني 18: 33-34 وطلب إيليا من يهوه أن يقبل قربانه، فسقطت نار من السماء، أكلت القربان، وحجارة المذبح نفسها، والأرض وماء الخندق أيضًا. فلما رأى الشعب ذلك قالوا: «الرب هو الله! الرب هو الله!»الملوك الأول 18: 39 حينئذ، أمرهم إيليا بالقبض على أنبياء بعل، وقتلهم إيليا عند نهر قيشون، حيث بدأ الأمطار تهطل، إيذانًا بانتهاء المجاعة.

#### جبل حوريب
اشتعل غضب إيزابل بعد أن قتل إيليا أنبياء بعل، وهددت بقتله.الملوك الأول 19: 1-3 فرّ إيليا إلى بئر السبع في يهوذا، وظل بمفرده في البرية، وجلس أخيرًا تحت شجيرة، ليصلي لكي يموت، وفي النهاية نام. ليجد أن ملاك الرب يوقظه بلطف، قائلًا له استيقظ وكُل. وعندما استيقظ وجد خبزًا وجرة ماء، فأكل وشرب ثم عاد إلى النوم. فجاءه الملاك ثانيةً، يأمره بأن يأكل ويشرب من جديد، لأن أمامه رحلة طويلة. بعدها سافر إيليا لمدة أربعين يومًا وليلة إلى جبل حوريب [الإنجليزية]، حيث تلقى موسى الوصايا العشر. يُعد إيليا الشخص الوحيد الذي قال عنه الكتاب المقدس بأنه عاد إلى حوريب، بعد أن غادر موسى وجيله حوريب قبل عدة قرون. بحث إيليا عن مأوى في كهف، حيث أُمر بالخروج مرة أخرى، ولكن إلى دمشق ليمسح حزئيل ملكًا على آرام، وياهو ملكًا على إسرائيل، وأليشع نبيًا.

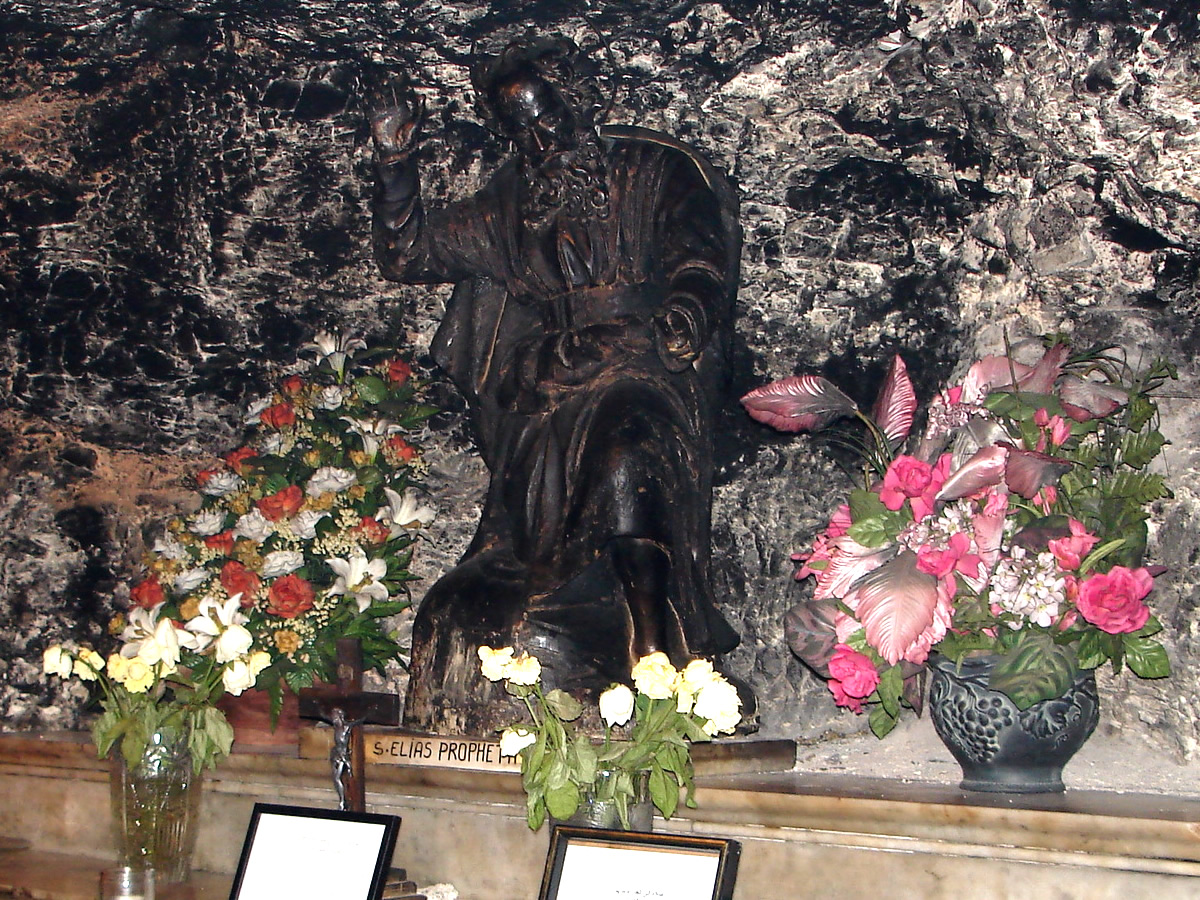
تمثال إيليا في مغارة إيليا في جبل الكرمل، فلسطين
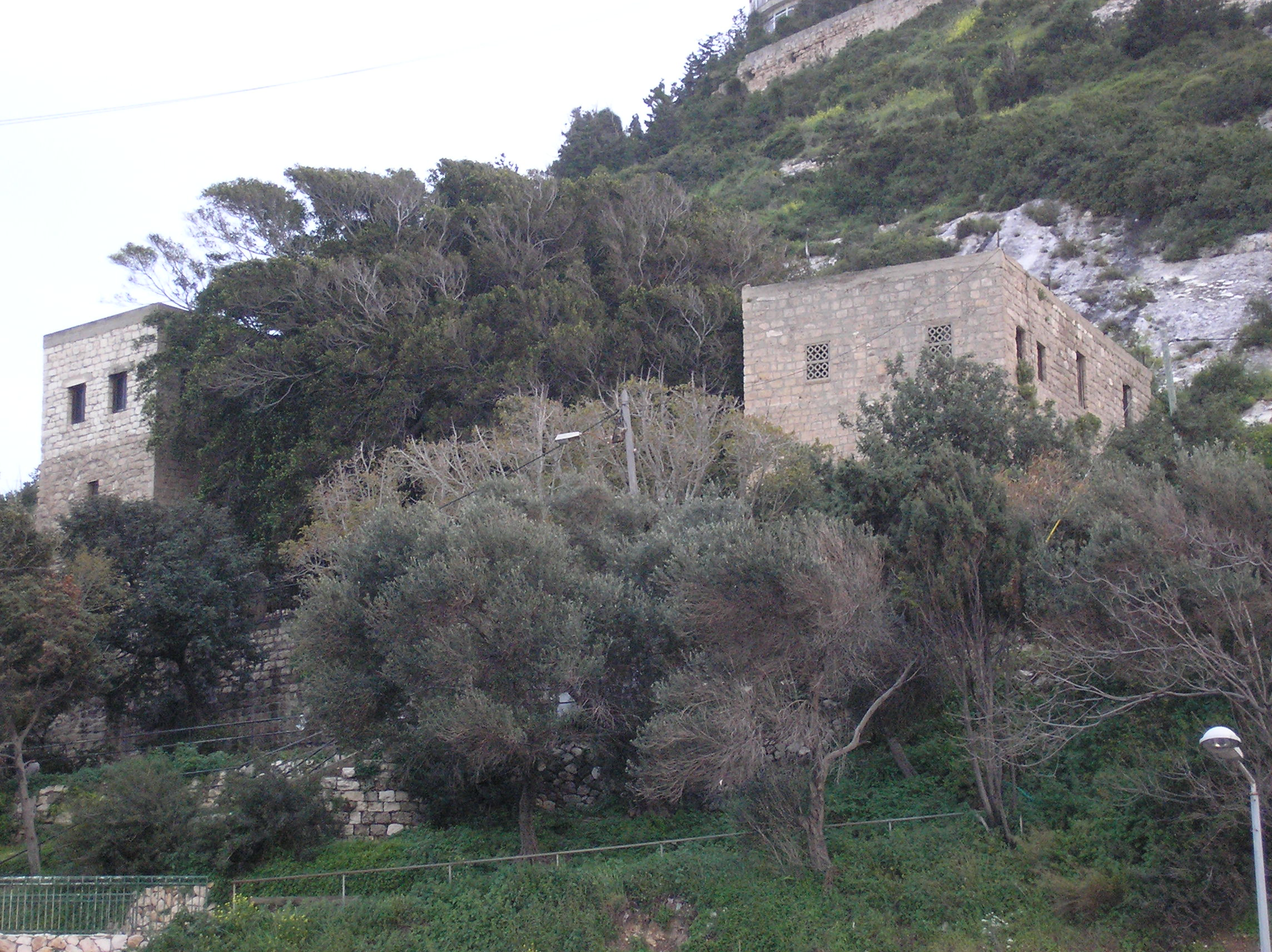
مغارة إيليا في جبل الكرمل، فلسطين

#### كرم نابوت
في الأصحاح 21 من سفر الملوك الأول، التقى إيليا مجددًا بأخاب بعد أن استولى أخاب على كرم نابوت اليزرعيلي بعد أن قتل صاحبه. حاول أخاب استبدال الكرم بكرم آخر أفضل أو أن يشتري الكرم بسعر عادل، إلا أن نابوت أخبر أخاب أن الإله أمره ألا يترك أرضه. قابل أخاب هذه الإجابة بسخط وتجهُّم. في المقابل، خططت إيزابل للحصول على الأرض، فأرسلت رسائل باسم أخاب إلى الشيوخ والنبلاء الذين يعيشون بالقرب من نابوت بأن يرتّبوا وليمة ويدعوا إليها نابوت. في العيد، وُجّهت اتهامات باطلة لنابوت بسبّ الإله وأخاب، وحُكم عليه بالرجم حتى الموت. عندما وصلت أخبار موت نابوت، طلبت إيزابل من أخاب أن يستحوذ على الكرم. أرسل الإله إيليا إلى أخاب بسؤال استنكاري: «هل قتلت وورثت أيضا؟» ثم تنبّأ قائلًا:
«في المكان الذي لحست فيه الكلاب دم نابوت، تلحس الكلاب أيضًا دمك».الملوك الأول 21: 19 حينئذ اعتبر أخاب إيليا عدوه، فردّ إيليا بأنه هو من جعل نفسه عدوًا للإله بأفعاله. ثم أخبر إيليا أخاب أن مملكته بأكملها سترفض سلطته؛ وأن إيزابل ستأكلها الكلاب في يزرعيل؛ وأن عائلته ستأكلها الكلاب أيضًا (إذا ماتت في المدينة) أو الطيور (إذا ماتت في الريف). عندما سمع أخاب ذلك، تاب ندمًا صادقًا لدرجة أن الإله أوقف عقابه لأخاب، وصبّ غضبه بدلًا من ذلك على إيزابل وابنها من أخاب، أخزيا.

#### أخزيا

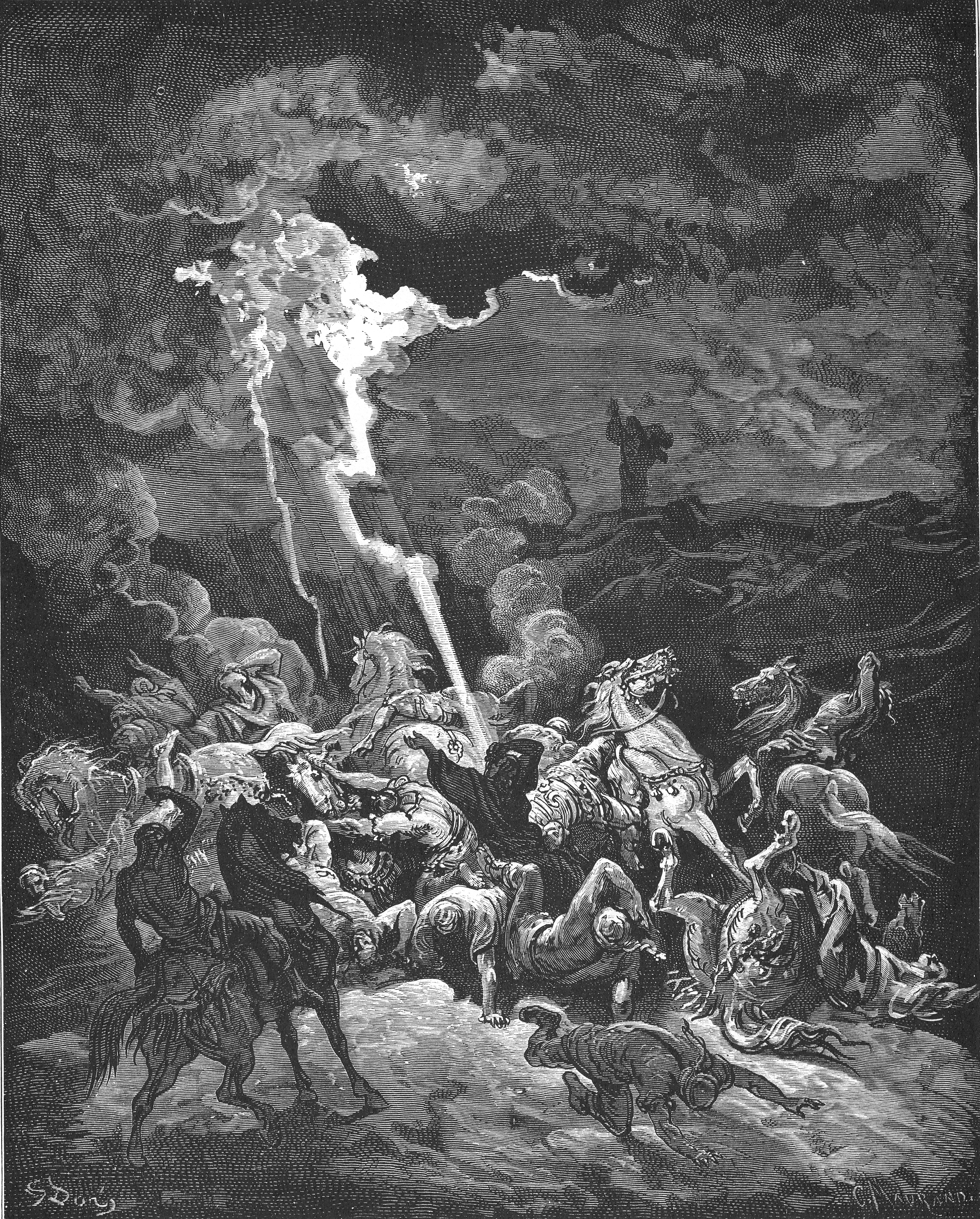
إيليا يدمر رسل أخزيا (رسم توضيحي لجوستاف دوريه في نسخة من الكتاب المقدس صادرة سنة 1866م)

يتناول الأصحاح الأول من سفر الملوك الثاني بعد ذلك لقاء إيليا مع أخزيا بن أخاب. كانت البداية حين أصيب أخزيا بجروح خطيرة إثر سقوطه. فأرسل إلى كهنة بعل زبوب في عقرون خارج مملكة إسرائيل ليعلموا هل سيُشفى. اعترض إيليا رسله، وأعادهم إلى أخزيا برسالة «أليس لأنه لا يوجد في إسرائيل إله أرسلت لتسأل بعل زبوب إله عقرون؟»الملوك الثاني 1: 6 سأل أخزيا الرسل عن صفة الشخص الذي أعطاهم هذه الرسالة، فأخبروه أنه كان رجلًا كثير الشعر ويرتدي حزامًا جلديًا حول خصره، فعرف على الفور أنه إيليا التشبي. حينئذ، أرسل أخزيا ثلاث مجموعات من الجنود لاعتقال إيليا متوالية، حيث هلكت المجموعتان الأوليان بنار كان يدعوها إيليا من السماء، مما دعا قائد المجموعة الثالثة أن يطلب الرحمة لنفسه ورجاله. وافق إيليا على مرافقة هذه المجموعة الثالثة إلى أخزيا، حيث أعلن نبوته شخصيًا قبل أن يموت أخزيا دون أن يتعافي من جراحه بحسب نبوءة إيليا.الملوك الثاني 1: 17

#### الرحيل

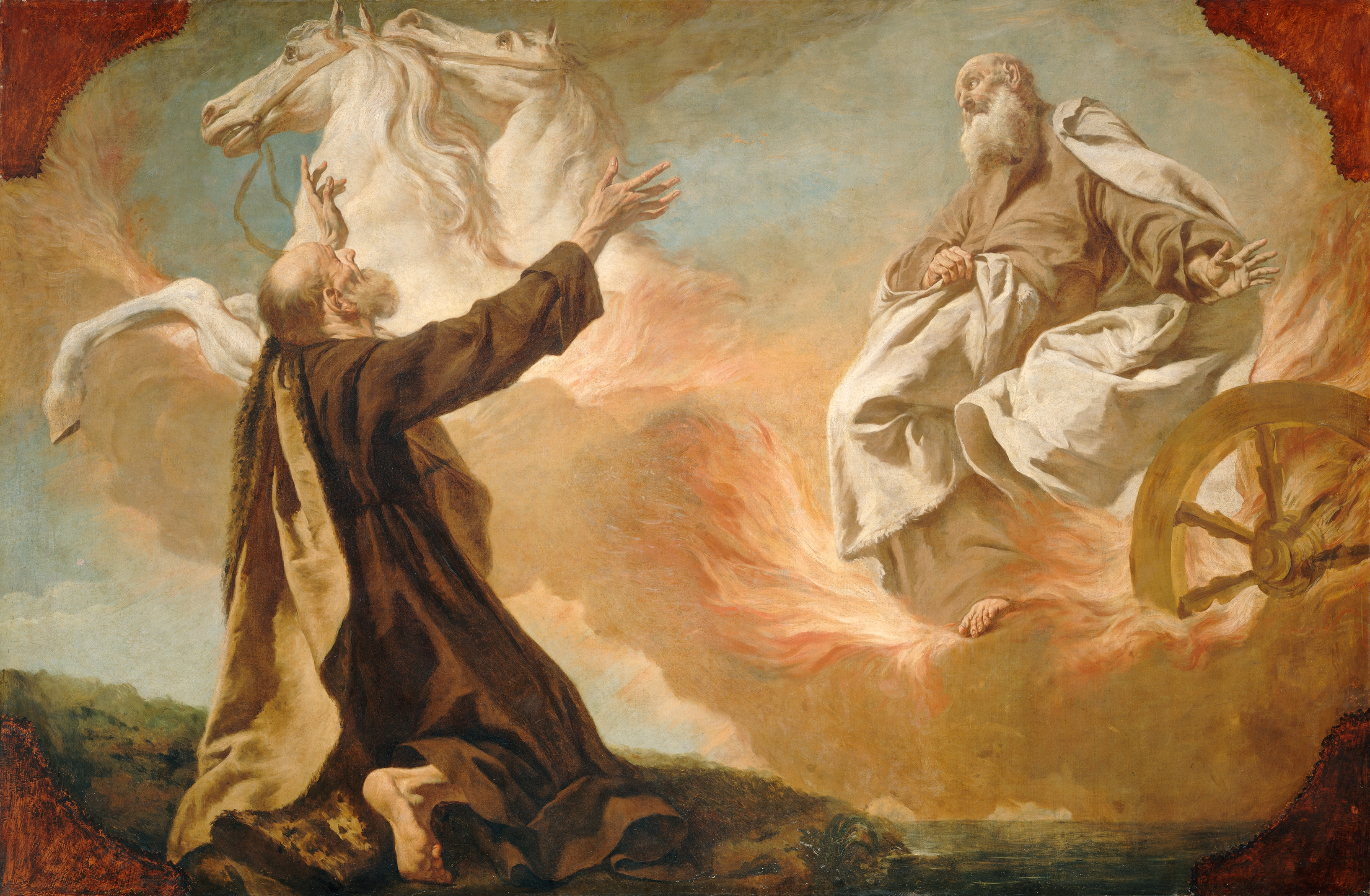
لوحة "إيليا مأخوذًا في عربة من نار" لجوزيبي أنجيلي، حوالي سنة 1740م.

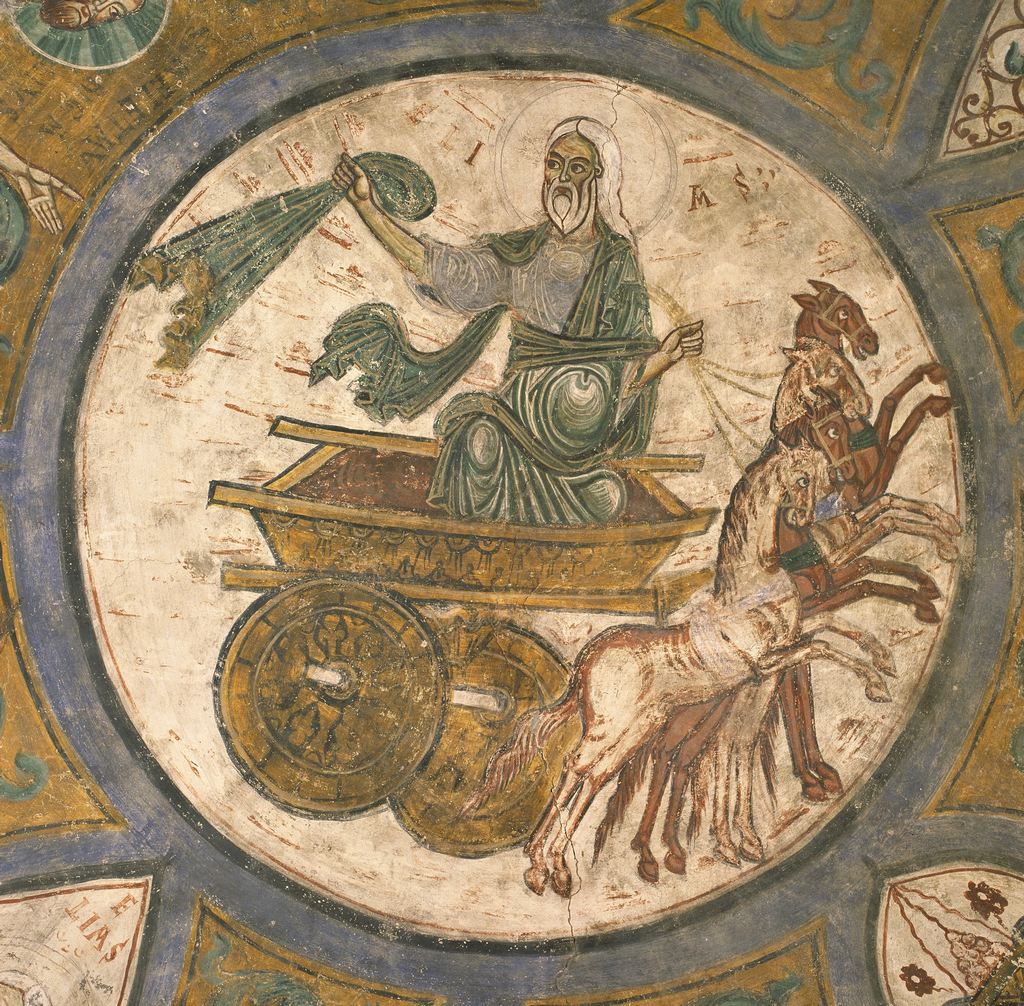
عربة إيليا في العاصفة في كاتدرائية أناجني، حوالي سنة 1250م

وفقًا لسفر ملوك الثاني 2: 3-9، عرف أليشع و"أبناء الأنبياء" مسبقًا أن إيليا سيُنقل يومًا ما إلى السماء. طلب أليشع من إيليا أن "يحل عليه نصيب مزدوج" من "روح" إيليا. وافق إيليا بشرط أن يراه إليشع "يُؤخذ". ثم اقترب إيليا برفقة أليشع من نهر الأردن. فلفّ إيليا ردائه وضرب به الماء، فانقسم الماء على الفور، وعبر إيليا وأليشع على اليابسة. وبغتة، ظهرت مركبة من نار وخيول من نار،الملوك الثاني 2: 8 وارتفع إيليا في العاصفة. وعندما ارتفع إيليا، سقط رداؤه على الأرض، فالتقطه أليشع.

### أسفار أخبار الأيام
ذُكر إيليا مرة أخرى في سفر أخبار الأيام الثاني 21: 12، حيث ذُكر أنه أُرسلت رسالة باسم إيليا إلى يهورام ملك يهوذا تُخبره بأنه أضل شعب يهوذا مثلما ضلّ شعب إسرائيل، وأنهى الرسالة بتنبؤه بموت مؤلم ليهورام. تعتبر هذه الرسالة لغزًا لعدة أسباب. أولاً، لأنها متعلقة الأمر بملك مملكة يهوذا الجنوبية، بينما كان إيليا مُهتمًا بمملكة إسرائيل. ثانيًا، بدأت الرسالة بعبارة «هكذا قال الرب إله داود أبيك ...» بدلاً من العبارة المعتادة «باسم الرب إله إسرائيل». مما يجعل الرسالة تبدو أيضًا كما لو أنها أُرسلت بعد صعود إيليا في العاصفة. يفترض مايكل ويلكوك، الذي كان يعمل سابقًا في كلية ترينيتي في بريستول، عددًا من الأسباب المحتملة لهذه الرسالة، من بينها أنها قد تكون مثالًا على استبدال اسم نبي معروف باسم نبي أقل شهرة. بينما يرفض جون فان سيترز الرسالة باعتبارها غير ذات صلة بقصة إيليا.. في المقابل، يزعم ويلكوك أنها أصلية، نظرًا لأنها تتناول "الحالة الشمالية" التي ظهرت في المملكة الجنوبية".

### سفر ملاخي
رغم أن آخر ذكر الأخير لإيليا في الكتاب المقدس العبري كان في سفر أخبار الأيام، إلا أن إعادة ترتيب الكتاب المقدس المسيحي وضع سفر ملاخي (الذي يتنبأ بالمسيح) باعتباره السفر الأخير في العهد القديم، قبل أناجيل العهد الجديد. وجاء ذكره في ملاخي 4: 5-6 متنبئًا بعودة إيليا قبل يوم القيامة.

## تاريخيته
يتفق العلماء عمومًا على أن نبيًا اسمه إيليا كان موجودًا في مملكة إسرائيل في عهدي الملكين أخاب وأخزيا، وأنه كان شخصية دينية تتمتع بديناميكية شخصية كبيرة وحماسة محافظة، وكان زعيم لمقاومة انتشار عبادة بعل في إسرائيل في القرن التاسع قبل الميلاد. ومع ذلك، يرى بعض العلماء أن العرض الكتابي للنبي لا يمكن اعتباره توثيقًا تاريخيًا لنشاطه. تعرض النصوص الكتابية مسيرته المهنية من خلال عيون الأساطير الشعبية والتأملات اللاهوتية اللاحقة، والتي تعتبره شخصية ذات أبعاد بطولية. في هذا الإطار، أصبحت تصرفاته وعلاقاته مع الشعب والملك نمطية، وعُرض سلوكه في صورة نموذجية.

## في اليهودية

### كرسي إيليا

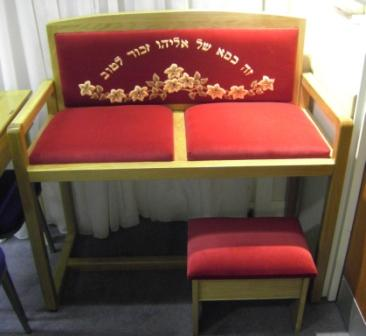
"كرسي إيليا" المستخدم أثناء احتفال الختان.

في طقس الختان اليهودي، يُخصّص كرسي لاستخدام النبي إيليا، حيث يُعتقد أن إيليا شاهد على كل الختان الذي هو علامة العهد على جسد الطفل. تنبع هذه العادة من حادثة جبل حوريب حين وصل إيليا إلى جبل حوريب بعد ظهور حضور الإله وقوته على جبل الكرمل، وسأل الإله إيليا عن سبب مجيئه، فأجاب إيليا: «قد غرت غيرة للرب إله الجنود، لأن بني إسرائيل قد تركوا عهدك، ونقضوا مذابحك، وقتلوا أنبياءك بالسيف، فبقيت أنا وحدي، وهم يطلبون نفسي ليأخذوها».الملوك الأول 19: 10 وفقًا لنص حاخامي، نظرًا لاتهام إيليا لبني إسرائيل بأنهم لم يحفظوا العهد، فإن الإله سيطلب من إيليا أن يكون حاضرًا في كل عهد ختان.

### كأس إيليا
في الأدب التلمودي، كان إيليا يزور الحاخامات للمساعدة في حل مشاكل الشريعة الصعبة بشكل خاص. وصف ملاخي إيليا بأنه نذير يوم القيامة. وهكذا، عندما يواجه الحاخامات مشكلة في التوفيق بين الشريعة أو الطقوس المتعارضة بشكل مستحيل، فإن الحاخامات سيضعون أي قرار جانبًا "حتى يأتي إيليا".
كان أحد هذه القرارات هو ما إذا كان عشاء عيد الفصح يتطلب أربعة أو خمسة أكواب من النبيذ. تتوافق كل حصة من النبيذ مع أحد "تعابير الفداء الأربعة" في سفر الخروج: أنا الرب. وأنا أخرجكم من تحت أثقال المصريين وأنقذكم من عبوديتهم وأخلصكم بذراع ممدودة وبأحكام عظيمة، وأتخذكم لي شعبًا، وأكون لكم إلهًا. فتعلمون أني أنا الرب إلهكم الذي يخرجكم من تحت أثقال المصريين.»خر 6: 6-7 وفي الآية التالية: «وأدخلكم إلى الأرض التي رفعت يدي أن أعطيها لإبراهيم وإسحاق ويعقوب. وأعطيكم إياها ميراثا. أنا الرب»خر 6: 8 لم يتحقق دخولهم إلى تلك الأرض إلا في الجيل الذي تلا قصة الفصح، ولم يستطع الحاخامات أن يقرروا ما إذا كانت هذه الآية تعتبر جزءًا من الاحتفال بعيد الفصح (وبالتالي تستحق جرعة أخرى من النبيذ). وهكذا تُركت الكأس لوصول إيليا.
ومن الناحية العملية، أصبح يُنظر إلى الكأس الخامسة على أنها احتفال بالخلاص المستقبلي. اليوم، يُحجز مكان على مائدة العشاء، ويوضع هناك كأس من النبيذ لإيليا. أثناء عيد الفصح، يُفتح باب المنزل ويُدعى إيليا للدخول. تقليديًا، يُنظر إلى الكأس على أنها كأس إيليا ولا تُستخدم لأي غرض آخر.

### هافدالا
هافدالا هو الحفل الذي يختتم يوم السبت. وكجزء من الترنيمة الختامية، يُوجّه نداء إلى الإله لكي يأتي إيليا خلال الأسبوع التالي. "إيليا النبي، إيليا التشبي، إيليا الجلعادي، فليأت سريعًا في يومنا هذا مع المسيح ابن داود".

### الهجاداه والتلمود والأسفار غير القانونية
تكثر الأساطير اليهودية حول إيليا في الهجاداه، والتي توجد في مجموعات مختلفة من الأدب الحاخامي، بما في ذلك التلمود البابلي. لا تكتفي هذه الأدبيات المتنوعة بمناقشة حياته فحسب، بل خلقت له تاريخًا جديدًا يبدأ بوفاته وينتهي فقط بنهاية تاريخ الجنس البشري. يتناقض حجم الإشارات إلى إيليا في الروايات اليهودية بشكل ملحوظ مع حجمها في الأسفار القانونية. وكما هو الحال مع معظم الشخصيات في الأساطير اليهودية، أصبحت الرواية الكتابية نواة لأسطورة لاحقة. أصبحت قصص إيليا سلف المسيح، وإيليا الغيور في سبيل الإله، وإيليا المعين في الضيق، الثلاث مواضيع الرئيسية التي تناولتها الهجاداه، محاولةً استكمال الصورة الكتابية بأساطير حول إيليا جعلت حياته واسعة ومتنوعة، فأظهرته في جميع أنحاء العالم تحت ستار متسول وعالم.
منذ زمن ملاخي، الذي قال عن إيليا أن الإله سيرسله قبل "اليوم العظيم والمخُوف"، وحتى قصص الحاخامات الحسيدية اللاحقة، كان التبجيل والمحبة، والتوقع والأمل، مرتبطين دائمًا في الوعي اليهودي مع إيليا.

#### أصوله
عرضت الأدبيات الهجادية ثلاث نظريات مختلفة حول أصول إيليا: 
1. أنه كان ينتمي إلى سبط جاد. [38]
2. أنه كان بنيامينيًا من أورشليم، وهو ما يتفق مع ما جاء عن إيليا في سفر أخبار الأيام الأول 8: 27.
3. أنه كان كاهناً.

وقد ذكر العديد من آباء الكنيسة المسيحية أيضًا أن إيليا كان كاهنًا. وزعم بعض الحاخامات بأنه صفاته تتطابق مع صفات فينحاس. ووفقًا لأدب القبالاه اللاحق، كان إيليا في الحقيقة ملاكًا في صورة بشر، لذا لم يكن له آباء أو ذرية. يقول مدراش خروج 4: 2 "كان ينبغي لإيليا أن يُحيي والديه كما أحيا ابن أرملة صرفة"، مما يعني أنه كان لديه والدين بالفعل.

#### الغيرة من أجل الإله

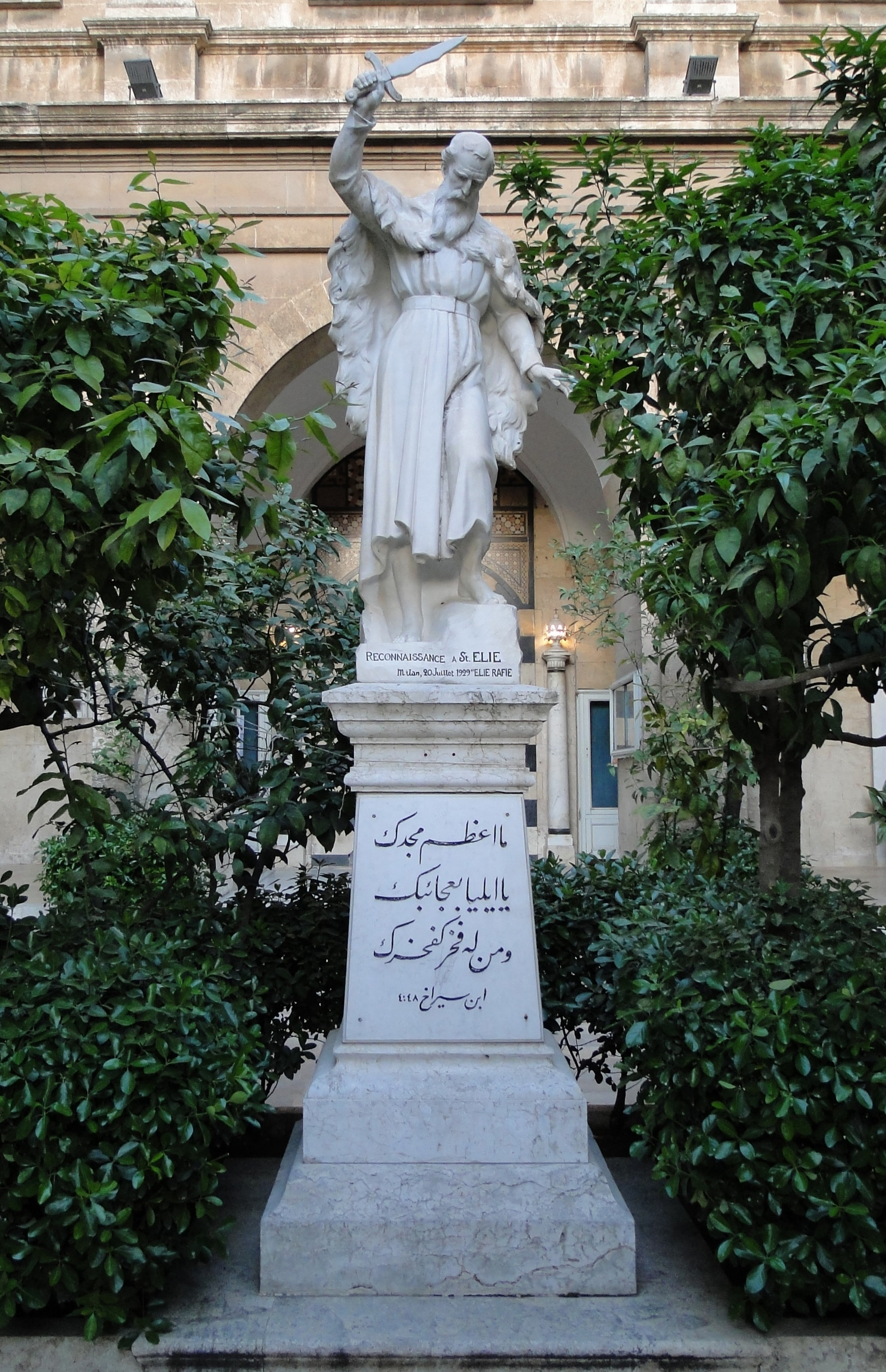
تمثال إيليا في كاتدرائية القديس إيليا في حلب، سوريا

في الرؤية التي أظهر فيها الإله نفسه لإيليا، أعطاه في الوقت نفسه صورة عن مصير الإنسان الذي عليه أن يمر عبر "العوالم الأربعة". أظهر الإله ذلك لإيليا بصور رمزية: في صورة الريح ليُدرك أن العالم سيختفي كالريح؛ والعاصفة التي ترمز ليوم الموت الذي يرتعد منه الإنسان؛ والنار التي ترمز للحكم في جهنم؛ والسكون الذي يرمز ليوم النهاية. وبعد ثلاث سنوات من هذه الرؤيا صعد إيليا. أما المكان الذي نُقل إليه إيليا، فتختلف الآراء بين اليهود والمسيحيين، لكن الرأي القديم كان أن إيليا انتقل للسُكنى بين سكان السماء، حيث يُسجل أعمال الرجال. ولكن مع بداية القرن الثاني الميلادي، عندما خضعت فكرة الانتقال إلى السماء لتفسيرات متباينة محتملة من قبل اللاهوتيين المسيحيين، أكّدوا على أن إيليا لم يدخل السماء أبدًا. ثم حددت إحدى النصوص الأدبية اللاحقة أن الجنة عمومًا هي مسكن إيليا، ولكن بما أن موقع الجنة في حد ذاته غير مؤكد، فقد تكون العبارتان الأخيرتان متفقتين.

### الأساطير اليهودية
يتناقض حجم الإشارات إلى إيليا في الأساطير بشكل ملحوظ مع ذلك الموجود في القانون. أدى انتقال إيليا الإعجازي إلى السماء إلى تكهنات حول هويته الحقيقية. يُساوي لويس جينزبرج بفينحاس حفيد هارون. وبسبب غيرة فينحاس على الإله، وُعد هو ونسله "بعهد كهنوت أبدي".عدد 25: 13 كما ساواه أيضًا برئيس الملائكة ساندالفون [الإنجليزية]، الذي تحمله ضربات أجنحته الأربعة إلى أي جزء من الأرض. وعندما أُجبر الحاخام كاهانا على الاختيار بين الموت والعار، اختار الموت قفزًا من فوق مرتفع، وقبل أن يصل إى الأرض، ظهر إيليا/ساندالفون ليمسك به. يُطلق على إيليا أحيانًا اسم «ملاك العهد».

#### الحاخام يشوع بن ليفي
تتراوح الإشارات إلى إيليا في الفولكلور اليهودي بين الملاحظات القصيرة (على سبيل المثال، يقال أنه عندما تكون الكلاب سعيدة بلا سبب، فذلك لأن إيليا موجود في الحي) إلى الأمثال الطويلة عن طبيعة عدالة الإله.
إحدى قصص عدالة الإله هي قصة الحاخام يشوع بن ليفي. سُئل الحاخام، وهو صديق إيليا، عن الخدمة التي قد يرغب فيها. أجاب الحاخام فقط أن يصحب إيليا في تجواله. لم يحقق إيليا رغبته إلا إذا امتنع عن طرح أي أسئلة حول أي من أفعال النبي. وافق وبدأوا رحلتهم. كان أول مكان أتوا إليه هو منزل زوجين مسنين كانا فقراء للغاية ولم يكن لديهما سوى بقرة عجوز واحدة. قدم الزوجان العجوزان ضيافتهما بأفضل ما في وسعهما. في صباح اليوم التالي، عندما غادر المسافرون، صلى إيليا لكي تموت البقرة العجوز وقد ماتت. المكان الثاني الذي أتوا إليه كان منزل رجل ثري. لم يكن لديه صبر على زواره وطردهم بعيدًا ونصحهم بالحصول على وظائف وعدم استجداء الأشخاص الشرفاء. وبينما هم يغادرون، مروا بجدار الرجل ورأوا أنه يتهاوى. صلى إيليا من أجل ترميم الجدار فكان الأمر كذلك. بعد ذلك، جاءوا إلى كنيس ثري. سُمح لهم بقضاء الليل، وزودوهم بأقل حد من المؤن. وعندما غادروا، صلى إيليا لكي يصبح كل عضو في المجمع قائدًا. وأخيرا، وصلوا إلى مجمع فقير للغاية. هنا تم معاملتهم بلطف وكرم ضيافة كبيرين. وعندما غادروا، صلى إيليا لكي يمنحهم الله قائدًا حكيمًا واحدًا. عند هذا لم يعد بإمكان الحاخام يشوع أن يصمت. وطالب إيليا بتفسير أفعاله. وفي منزل الزوجين المسنين، عرف إيليا أن ملاك الموت قادم لمقابلة المرأة العجوز. لذلك صلى لكي يطلب الله من الملاك أن يأخذ البقرة بدلاً من ذلك. في منزل الرجل الثري، كان هناك كنز عظيم مخبأ بين الجدار المتهدم. صلى إيليا من أجل ترميم الجدار، وبالتالي إبعاد الكنز عن البخيل. تنتهي القصة بفكرة أخلاقية: إن الكنيس الذي يضم العديد من القادة سوف يدمر بسبب كثرة الحجج. إن المدينة ذات القائد الحكيم الواحد ستُقاد إلى النجاح والازدهار. "فاعلم أنك إذا رأيت فاعل الشر ينجح، فليس ذلك لمصلحته دائمًا، وإذا كان الصديق يعاني من عوز وضيق، فلا تظن أن الله ظالم."

#### الحاخام إليعازر
ولم يفقد إيليا الأسطوري شيئًا من قدرته على مضايقة المرتاحين، ولعل قصة الحاخام إليعازر بن الحاخام شمعون بن يوهاي مثالًا على ذلك. ذات مرة، أثناء سير إليعازر على الشاطئ، صادف رجلاً قبيحًا بشكل بشع (كان هذا الرجل إيليا مُتنكّرًا). فسلم عليه الرجل بلطف وقال: السلام عليك يا سيدي. وبدلاً من رد التحية، لم يستطع الحاخام أن يمنع نفسه من إهانته، فقال: ما أقبحك! هل يوجد في مدينتك أحد بقبحك؟ أجاب إيليا: لا أعرف. ربما يجب عليك أن تخبر رئيس البنائين ما مدى قبح هذا البناء. فأدرك الحاخام خطأه وطلب العفو. لكن إيليا لم يعفو عنه، حتى طلبت المدينة بأكملها المغفرة للحاخام، ووعد الحاخام بإصلاح طرقه.

#### ليليث
كان دائمًا ما يُصوّر إيليا في صورة شخص شديد التقوى، وبدا أنه من الطبيعي أن تكون هناك صورة لشخص شرير يُعاديه. كان ذلك الشخص هو ليليث التي تقول أسطورة أنها كانت الزوجة الأولى لآدم، لكنها تمردت عليه وعلى الملائكة وحتى على الله. فصار يُنظر إليها على أنها شيطانة وساحرة. قابل إيليا ليليث وتعرّف عليها على الفور وتحداها قائلاً: "أيتها النجسة، إلى أين تذهبين؟"، ولما لم تتمكن من تجنب النبي أو الكذب عليه، اعترفت بأنها كانت في طريقها إلى منزل امرأة حامل. وكانت نيتها قتل المرأة وأكل الطفل. فلعنها إيليا قائلاً: "ألعنك باسم الرب. فلتصمتِ كالحجر!" لكن ليليث كانت قادرة على عقد صفقة مع إيليا، فوعدت بأن "تترك طرقها الشريرة" إذا أزال إيليا لعنته. ولإبرام الصفقة أعطت إيليا أسماءها حتى يمكن نشرها في بيوت النساء الحوامل أو الأطفال حديثي الولادة أو استخدامها كتمائم. ووعدت ليليث، أنها حيثما ترى تلك الأسماء، ستهرب على الفور. لن تُلحق أي أذى بالطفل أو الأم.

## في المسيحية

### العهد الجديد

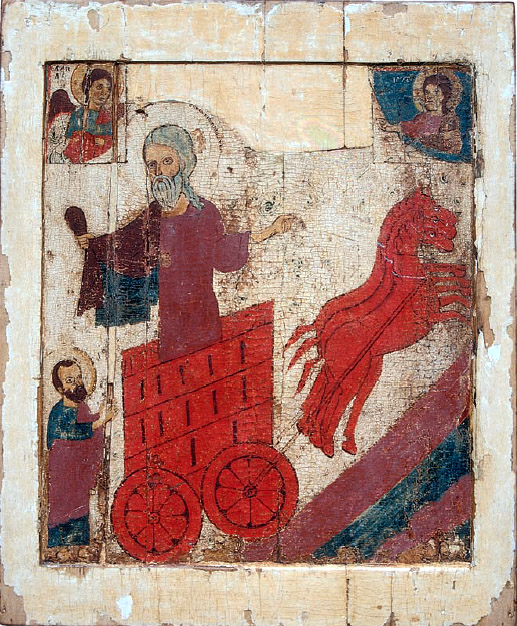
أيقونة من شمال روسيا ترجع إلى حوالي سنة 1290م، تُظهر صعود إيليا إلى السماء.

في العهد الجديد، يقول يسوع لأولئك الذين يؤمنون، أن يوحنا المعمدان هو إيليا، الذي سيأتي قبل "اليوم العظيم والمخوف" كما تنبأ ملاخي. تستخدم بعض الترجمات الإنجليزية للعهد الجديد اسم «إلياس»، وهو الشكل اليوناني من الاسم. في نسخة الملك جيمس، يظهر اسم "إلياس" فقط في النصوص المترجمة من اليونانية.

#### يوحنا المعمدان
بشّر يوحنا المعمدان برسالة التوبة والمعمودية. وتنبأ بيوم القيامة باستخدام صور مشابهة لتلك التي قالها ملاخي. كما بشر بأن المسيح سيأتي. ذُكر كل ذلك بأسلوب استدعى عند الجمهور على الفور صورة إيليا، حيث كان يلبس عباءة من وبر الإبل مشدودة بحزام من جلد.مر 1: 6، يو 3: 4 كما كان يبشر كثيرًا في المناطق البرية القريبة من نهر الأردن. وفي إنجيل يوحنا، عندما سأل وفد من الكهنة يوحنا المعمدان "إيليا أنت؟" أجاب "لست أنا".يو 1: 21 ومع ذلك، يوضح إنجيل متى متى 11: 14، متى 17: 10-13 أن يوحنا كان الخليفة الروحي لإيليا. وفي ذكرى ميلاد يوحنا في إنجيل لوقا، ظهر جبرائيل لزكريا والد يوحنا، وأخبره أن يوحنا "سيرد كثيرين من بني إسرائيل إلى الرب إلههم"، وأنه سيخرج "في روح إيليا وقوته."لو 1: 16-17

#### التجلي

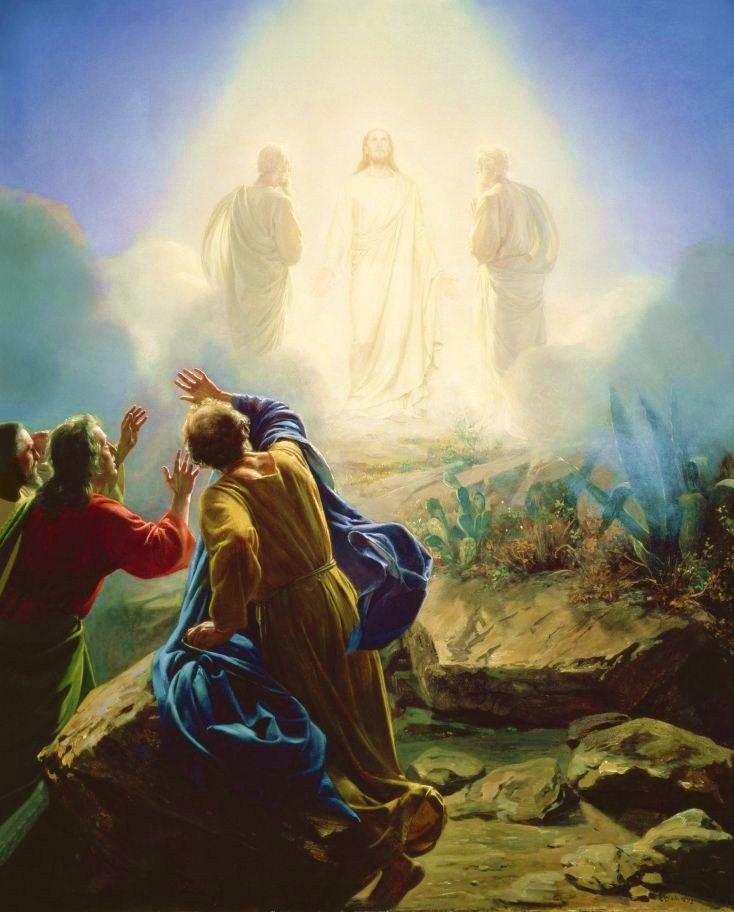
إيليا يظهر في تجلي يسوع.

في العهد الجديد، ظهر إيليا خلال حادثة تجلي يسوع،متى 17: 1-13، مر 9: 2-13، لو 9: 28-36 التي كانت على قمة جبل لم يُذكر اسمه، حيث بدأ وجه يسوع يُشرق، وسمع التلاميذ الذين كانوا صوت الإله مُعلنًا أن يسوع هو "ابني الحبيب". كما رأى التلاميذ أيضًا موسى وإيليا يظهران ويتحدثان مع يسوع. في إشارة إلى انتقال الاثنين إلى السماء. على الرغم من أن الكتاب المقدس لم يذكر انتقال موسى إلى السماء، إلا أنه كانت هناك روايات شفهية تقول بأنه انتقل إلى السماء ولم يمُت. هناك اتفاق بين بعض اللاهوتيين المسيحيين على أن تلك الحادثة تجعل إيليا يبدو كما لو كان يُسلّم مسؤولية الأنبياء ليسوع، تحقيقًا لاستنباط المرأة السامرية عند البئر حين قالت ليسوع: "أرى أنك نبي".يو 4: 19 كما جاء موسى لتسليم مسؤولية الشريعة للذي أعلن الإله أنه ابنه.

#### في المصادر الأخرى
ورد ذكر إيليا أربع مرات أخرى في العهد الجديد: في لوقا، ورومية، والعبرانيين، ويعقوب. في لوقا 4: 24-27، ضرب يسوع بإيليا المثل على الأنبياء المرفوضين من شعبهم. حين قال: "إنه ليس نبي مقبولًا في وطنه"، ثم ذكر إيليا قائلاً إنه رغم كثرة الأرامل في إسرائيل، إلا أن إيليا أُرسل إلى أرملة في فينيقية. في رومية 11: 1-6، استشهد بولس بإيليا كمثال على عدم ترك الإله لشعبه (بني إسرائيل) أبدًا. وتشير رسالة العبرانيين 11: 35 ("أخذت نساء أمواتهن بقيامة...") إلى إيليا الذي أقام ابن أرملة صرفة وإلى أليشع الذي أقام ابن امرأة شونم، مستشهدًا بكل من إيليا وإليشع كأمثلة في العهد القديم على الإيمان. في يعقوب 5: 16-18، يقول يعقوب: "طلبة البار تقتدر كثيرا في فعلها"، ثم يستشهد بصلوات إيليا التي بدأت وانتهت المجاعة في إسرائيل كمثال.

### النبي القديس
في المسيحية الغربية، يتم إحياء ذكرى إيليا كقديس في يوم عيده الموافق 20 يوليو عند الكنيسة الرومانية الكاثوليكية والكنيسة اللوثرية – سينودس ميزوري. ويعتقد الكاثوليك أنه كان أعزبًا لم يتزوج. وفي الكنيسة الأرثوذكسية الشرقية والكنائس الكاثوليكية الشرقية التي تتبع المذهب البيزنطي، يتم إحياء ذكراه في نفس التاريخ (في القرن الحادي والعشرين الميلادي، يُقابل يوم 20 يوليو في التقويم اليولياني يوم 2 أغسطس في التقويم الغريغوري). يحظى إيليا باحترام كبير بين الأرثوذكس باعتباره نموذجًا لحياة التأملية. كما يُحيي ذكراه في التقويم الطقسي الأرثوذكسي في يوم أحد الآباء القديسين (الأحد الذي يسبق عيد الميلاد). تُحيي الكنيسة الرومانية الكاثوليكية عيد النبي إلياس في 17 يونيو. كما تُعيِّد له الكنيسة الأرثوذكسية الشرقية في 14 إبريل مع جميع رهبان سيناء القديسين.
اختير إيليا كقديس شفيع للبوسنة والهرسك منذ 26 أغسطس 1752م، بدلًا من القديس جورج بناءً على طلب الأسقف بافاو دراجيشيفيتش. أسباب الاستبدال غير واضحة، لكن يُعتقد أنه الاختيار كان بسبب أهميته لجميع المجموعات الدينية الرئيسية الثلاث في البوسنة والهرسك – الكاثوليك والمسلمين والأرثوذكس. يقال إن البابا بنديكتوس الرابع عشر وافق على طلب الأسقف دراجيشيفيتش قائلًا أن الأمة المتوحشة تستحق راعيًا متوحشًا.

## معرض الصور

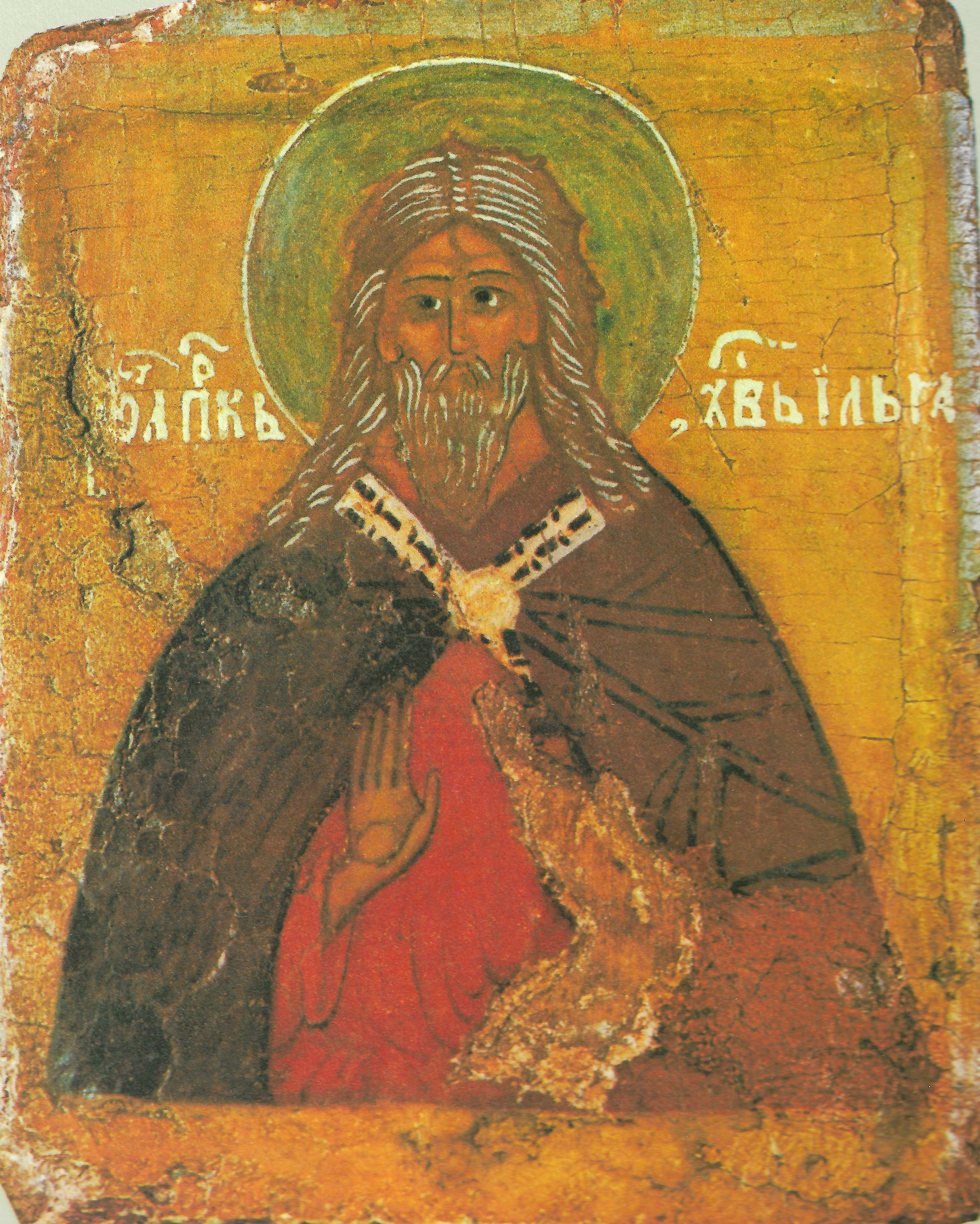
أيقونة أرثوذكسية روسية تصور النبي إيليا
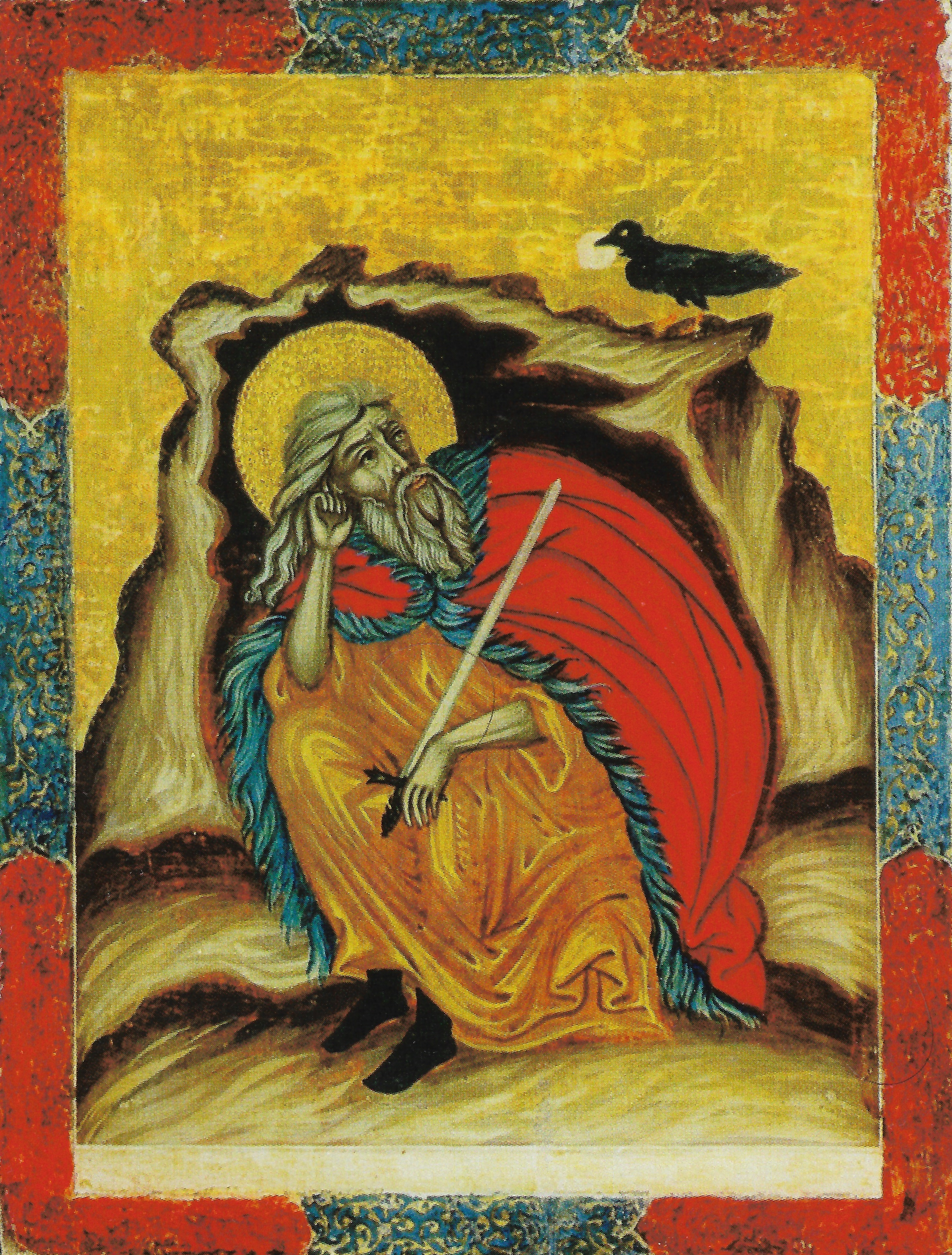

#### التقاليد الكرملية

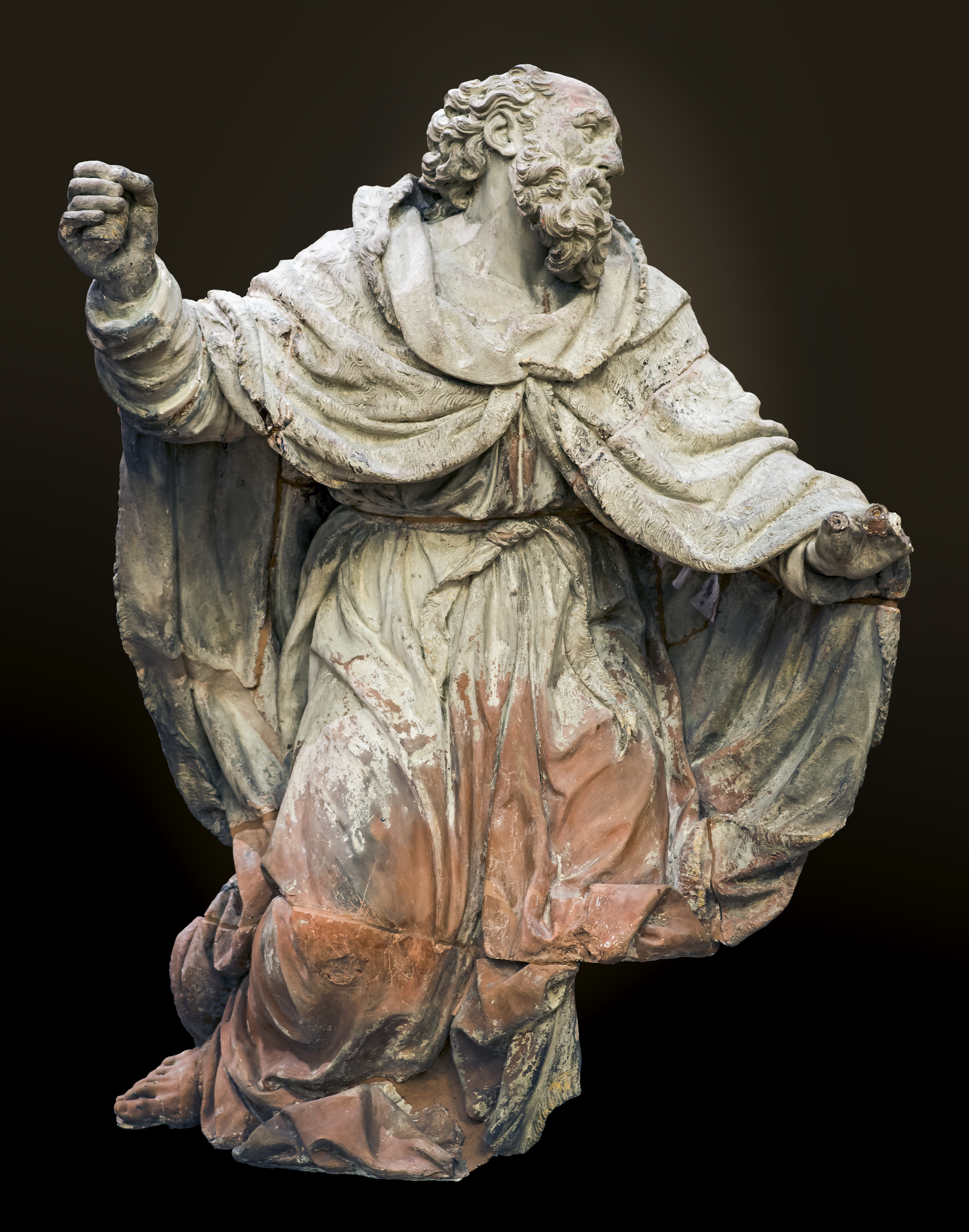
تمثال لإيليا في متحف أوغسطين، يرجع لسنة 1690م.

يحظى إيليا بالتبجيل باعتباره الأب الروحي والمؤسس التقليدي للرهبنة الدينية الكاثوليكية للكرمليين. رغم نسبة أنفسهم إلى جبل الكرمل الذي اجتمع فيه النساك الأوائل وأسسوا رهبنتهم، فإن التقاليد الكرملية القانتة والعاملة المتعلقة بإيليا تُركّز على انسحاب النبي من الحياة العامة. يُقدّم كتاب رهبان الكرمل الأوائل الذي يعود إلى العصور الوسطى بعض الرؤى في جوهر الدعوة الرهبنية امتثالًا لأوامر النبي، وتقديسًا له.
في القرن السابع عشر الميلادي، دخلت الجمعية البولاندية، التي كان هدفها المعلن هو البحث عن المواد المتعلقة بالقديسين الذين تكرمهم الكنيسة وتصنيفها، وطباعة ما يبدو أنه مصادر معلومات أكثر موثوقية في جدل مع الكرمليين حول هذا الأمر. في كتابته عن القديس ألبرت، بطريرك القدس ومؤلف النظام الكرملي، ذكر البولاندي دانييل باببروخ أن نسبة الأصل الكرملي إلى إيليا لم تكن مبنية على أسس كافية. كان رد فعل الكرمليين قويًا. بين سنتي 1681م-1698م، صدرت سلسلة من الرسائل والنشرات والوثائق من الجانبين، حيث كان الكرمليون مدعومين من قبل محكمة إسبانية، بينما حصل البولنديون على دعم جان دي لونوي وجامعة السوربون. وفي نوفمبر 1698م، أمر البابا إينوسنت الثاني عشر بإنهاء الجدل.

#### الجماعات الوثنية وقمم الجبال
بدءًا من القرن الخامس الميلادي، غالبًا ما ارتبط اسم إيليا بهيليا، الشمس. الكلمتان لهما نطق متشابه جدًا في اليونانية؛ ركب إيليا في مركبته النارية إلى السماء، تمامًا كما قاد هيليا مركبة الشمس عبر السماء؛ والقربان الذي قدمه إيليا وأحرقته نار من السماء، يتوافق مع تدفئة الشمس للأرض.
كتب سيدوليوس شعرًا في القرن الخامس الميلادي أن "الطريق المشرق إلى الجنة المتلألئة" يناسب إيليا "من حيث المزايا والاسم"، حيث أن تغيير حرف واحد يجعل اسمه "هيليا"؛ لكنه لم يحدد الحرفين. تدّعي عظة بعنوان "صعود هيليا"، المنسوبة بشكل خاطئ إلى يوحنا ذهبي الفم، أن الشعراء والرسامين يستخدمون صعود إيليا كنموذج لتصويرهم للشمس، ويقولون إن "إيليا هو حقًا هيليا". يبدو أن القديس باتريك كان يخلط بين هيليا وإيليا. في العصر الحديث، يربط الكثير من الفولكلور اليوناني أيضًا إلياس بالشمس.
في اليونان، غالبًا ما توجد الكنائس والأديرة المخصصة للنبي إيليا على قمم الجبال، والتي غالبًا ما تُسمى باسمه. كتب واشموث سنة 1864م، أن التفسير المعتاد لذلك هو أن إيليا كان يُعرّف على أنه هو هيليا، الذي كان لديه مزارات على قمة الجبل. إلا أن عددًا قليلًا من مزارات هيليا كانت على قمم الجبال، كما كانت عبادة الشمس تندرج تحت عبادة أبولو، وبالتالي لا يمكن الخلط بينه وبين إيليا، وليس هناك في التراث الشعبي الحديث دليلاً جيدًا على أصل اقتران بين الشمس وإيليا وقمم الجبال. ربما يكون إيليا ببساطة "الراعي الطبيعي للأماكن المرتفعة".
يبدو أن ارتباط إلياس بقمم الجبال يأتي من تقليد وثني مختلف: فقد اتخذ إيليا الصفات والأماكن المرتبطة بزيوس، وخاصة ارتباطاته بالجبال وسلطاته على المطر والرعد والبرق والرياح. وعندما انتصر إيليا على كهنة بعل، كان ذلك على جبل الكرمل، الذي أصبح يُعرف لاحقًا جبل القديس إيليا. ولما قضى أربعين يومًا في مغارة كانت في جبل حوريب. وعندما واجه إيلياس أخاب، أوقف المطر لمدة ثلاث سنوات. تُظهر خريطة الطوائف الجبلية التي عبدت زيوس أن معظم هذه المواقع مخصصة الآن لإيليا، بما في ذلك جبل أوليمبوس، وجبل ليكايون، وجبل أراشنايون، وجبل تاليتون في بر اليونان الرئيسي، وجبل كينيون، وجبل أوتشي، وجبل كينادوس في الجزر. ومن بين تلك الجبال، الجبل الوحيد الذي لديه نص مسجل يوثق عبادة هيليا هو جبل تايجتوس.
ارتبط إيليا بآلهة البرق في العديد من التقاليد الأوروبية الأخرى قبل انتشار المسيحية. كان الألبان يحجون إلى قمم الجبال لطلب المطر خلال فصل الصيف. أحد هذه التقاليد التي تكتسب شعبية هو الحج في 2 أغسطس إلى ليوبوتن على جبال شار. يشير المسلمون إلى هذا اليوم باسم ألجين ("يوم علي")، ويعتقد أن علي يصبح إيليا في منتصف النهار.

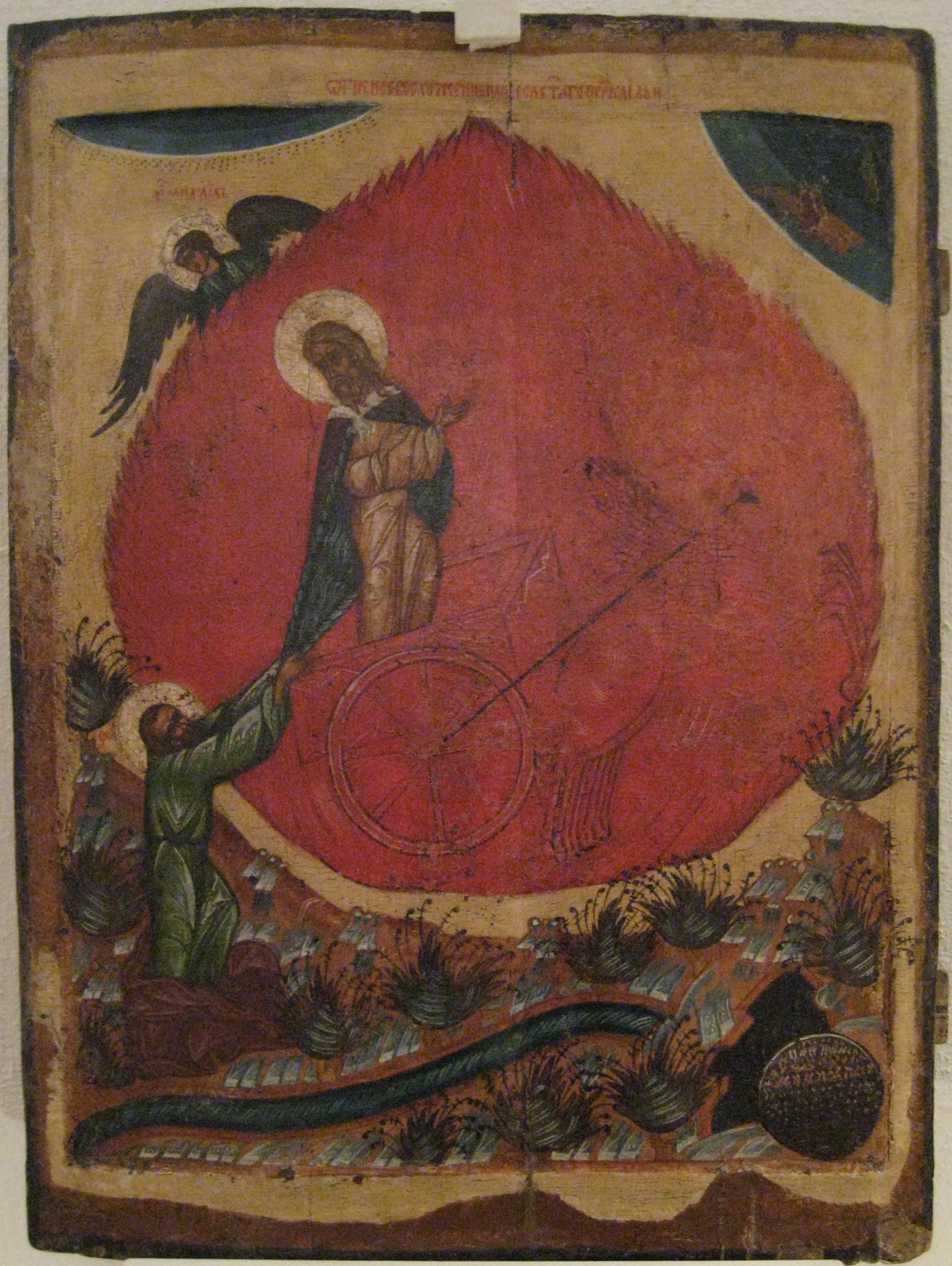
أدى هذا التصوير الشائع للنبي إيليا وهو يركب عربة مشتعلة عبر السماء إلى فولكلور توفيقي انتشر بين السلاف يتضمن زخارف قبل مسيحية في المعتقدات والطقوس المتعلقة به في الثقافة السلافية.

وُصِف إيليا بأنه صعد إلى السماء في عربة نارية، ربما وجد المبشرين المسيحيين الذين توجهوا إلى القبائل السلافية فيه تشبيهًا مثاليًا لبيرون إله العواصف والرعد والبرق السلافي الأعلى. يُعرف إيليا في العديد من البلدان السلافية باسم إيليا الرعد (إيليا جروموفنيك)، الذي يقود السماء في عربة ويدير المطر والثلج، وبالتالي يأخذ مكان بيرون في المعتقدات الشعبية. يُخلط أيضًا بين بيرون أحيانًا والبطل الأسطوري إيليا المورومي. يُعرف عيد القديس إيليا باسم "إيليندن" في اللغة السلافية الجنوبية، وقد اختير هذا اليوم لبدء انتفاضة إيليندن–بريوبراجينيه سنة 1903م؛ وهو اليوم عطلة يوم الجمهورية في مقدونيا الشمالية.

في الأساطير الإستونية، يعتبر إيليا خليفة أوكو روح البرق. وفي الأساطير الجورجية، يحل محل إلوا. هناك قصة جورجية عن إيليا تقول أنه ذات مرة كان يسوع والنبي إيليا والقديس جورجيوس يمرون بجورجيا. وعندما شعروا بالتعب والجوع توقفوا لتناول الطعام. فرأوا راعيًا جورجيًا، وقرروا أن يطلبوا منه إطعامهم. في البداية، ذهب إيليا إلى الراعي وطلب منه خروفًا. وبعد أن سأل الراعي عن هويته، قال إيليا إنه هو الذي أرسل له المطر ليحصل على ربح جيد من الزراعة. فغضب الراعي منه، وأخبره أنه هو الذي أرسل العواصف الرعدية أيضًا، التي دمرت مزارع الأرامل الفقيرات. فابتعد إيليا، وحاول يسوع والقديس جورجيوس الحصول على المساعدة، ونجحا في النهاية. 
عند شعوب القوقاز الأخرى، بما في ذلك الأوسيتيين والقبارديين، يُفهم إيليا على أنه يُمثل نوع من آلهة الرعد يُدعى أواك-إيلا، أو إيليا، أو يلي؛ ويُستخدم عادة في طقوس "تشوبا" المرتبطة بضربات البرق وبعض الأمراض العقلية. إذا أصيب شخص أو حيوان بالبرق، يتم أداء رقصة دائرية على الفور حول الموقع، حتى لو كانت العاصفة لا تزال مستمرة، ويتم استدعاء اسم إيليا بجانب الكلمة التي لا معنى لها "تشوبا" أو "كوبّاي". إذا ماتت الضحية، يُمنع على أسرتها الحزن، ويطلب منهم دفنه حيث سقط بدلاً من مقبرة القرية. إذا نجت الضحية، كانت حياتها مكرسة لإيليا، حيث يعتبرون الناجون من البشر منهم أنبياء، بينما تُعلّم الحيوانات بعلامة حتى تٌميّز عن غيرها حتى لا تُصحب إلى المنزل. في نسخ أخرى من هذا الطقس، لم يكن إيليا هو الذي يُبجّل، وإنما آلهة الرعد التقليدية الأخرى مثل شيبل أو آفي أو أنتسوا. يرتبط إيليا بعدد من الجماعات الوثنية الأخرى، فهناك أسطورة حديثة عن إيليا تعكس أسطورة أوديسيوس الذي يبحث عن مكان لا يصل إليه السكان المحليون، ومن هنا كان المكان قمم الجبال.

### كنيسة يسوع المسيح لقديسي الأيام الأخيرة
تعترف كنيسة يسوع المسيح لقديسي الأيام الأخيرة بإيليا كنبي. تُعلّم هذه الكنيسة أن نبوءة ملاخي عن عودة إيليا قد تحققت في 3 أبريل 1836l، عندما زار إيليا النبي الذي أسس الكنيسة جوزيف سميث، مع أوليفر كاودري، في معبد كيرتلاند ككائن قام من الموت. في لاهوت قديسي الأيام الأخيرة، لا يكون لقب إلياس مرادفًا دائمًا لإيليا، وغالبًا ما يستخدم للإشارة إلى أشخاص آخرين غير النبي الكتابي. وفقًا لنبيهم جوزيف سميث، فإن روح إيليا أتت أولًا، وإيليا ثانيًا، والمسيح أخيرًا. جاء إيليا لتمهيد الطريق، وسيتبعه روح إيليا وقوته، حاملًا مفاتيح القوة، وبناء الهيكل إلى حجر الزاوية، ووضع أختام كهنوت ملكي صادق على بيت إسرائيل، وجعل كل شيء أشياء جاهزة؛ ثم يأتي المسيح إلى هيكله، الذي هو الأخير على الإطلاق. من بين الأشخاص الذين ينطبق عليهم لقب إلياس في المورمونية نوح، الملاك جبرائيل (الذي يعتبر هو نوح نفسه في عقيدة المورمون)، وإيليا، ويوحنا المعمدان، ويوحنا الرسول، ورجل غير محدد كان معاصرًا لإبراهيم.
كثيرًا ما زعم منتقدو المورمونية أن سميث، الذي كانت نسخة الملك جيمس في زمانه ومكانه هي الترجمة الإنجليزية الوحيدة المتاحة للكتاب المقدس، فشل ببساطة في فهم حقيقة أن إيليا في العهد القديم وإلياس في العهد الجديد هما نفس الشخص في الترجمة الإنجليزية الوحيدة المتاحة للكتاب المقدس. ينكر قديسي الأيام الأخيرة ذلك ويقولون إن الفرق الذي يحدثونه بين الاثنين متعمد ونبوي. يشير اسما إيليا وإلياس إلى من يهيئ الطريق لمجيء الرب. وهذا ينطبق على مجيء يوحنا المعمدان ليهيئ الطريق للرب ومعموديته؛ ويشير أيضًا إلى ظهور إيليا أثناء التجلي للتحضير ليسوع من خلال استعادة مفاتيح قوة الختم. ثم أعطى يسوع هذه القوة للاثني عشر قائلاً: "الحق أقول لكم: كل ما تربطونه على الأرض يكون مربوطاً في السماء. وكل ما تحلونه على الأرض يكون محلولاً في السماء."متى 18: 18

## في الإسلام

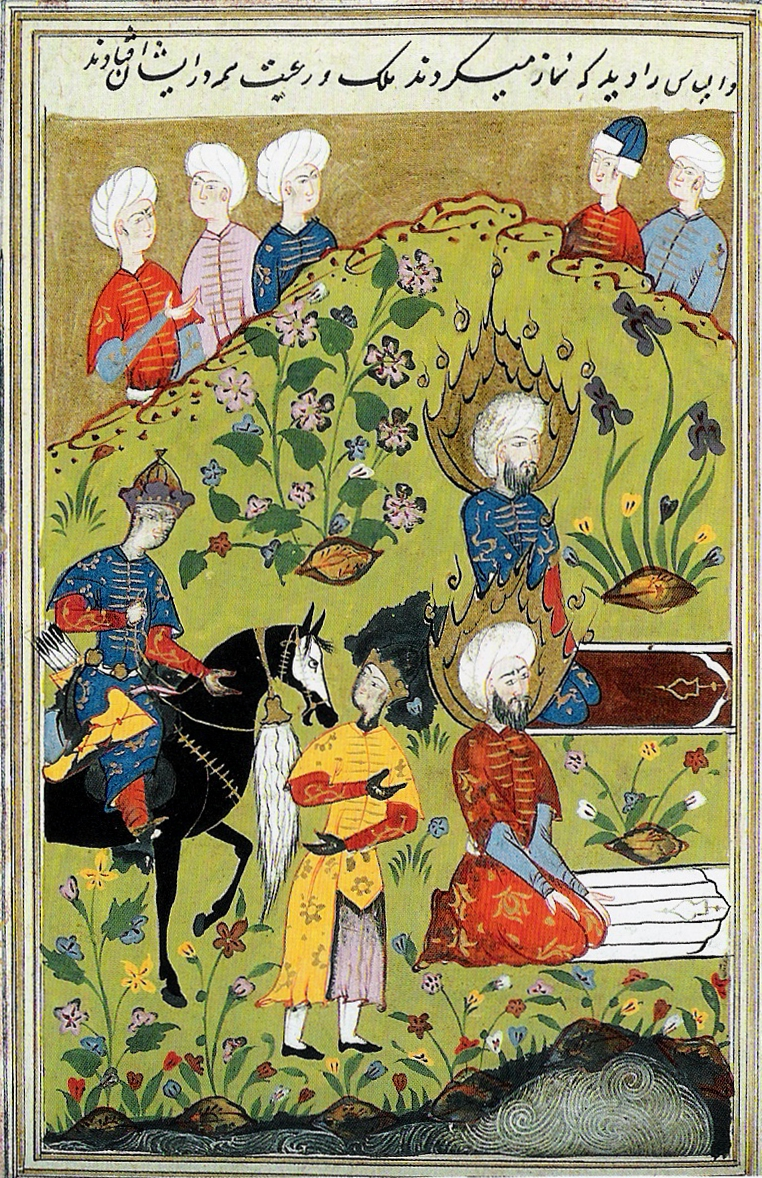
الخضر وإلياس يصلون في مكة، منمنمة فارسية في نسخة مُهذّبة من قصص الأنبياء (حوالي سنة 427 هـ/ 1036م)

يُعد إيليا (إلياس) في القرآن من الأنبياء،الأنعام 85 أنه كان سلف النبي إليشع. ورغم عدم ذكر نسب إيليا في الكتاب المقدس أو القرآن، إلا أن بعض علماء الإسلام يعتقدون أنه من نسل هارون. ورغم ارتباط إيليا بأحداث آخر الزمان في اليهودية، إلا أن أحداث آخر الزمان في الإسلام ترتبط بعيسى بن مريم باعتباره المسيح. طوّر بعض الأدبيات الإسلامية الأسطورية لاحقًا شخصية إيليا، وزخرفت صفاته بشكل كبير، وأعطته مكانة نصف إنسان ونصف ملاك، كما في ذلك الحمزانامة.

### القرآن
ذُكر إيليا في القرآن، حيث أشار إلى وعظه بطريقة موجزة. يروي القرآن أن إيليا طلب من شعبه أن يُقبلوا على عبادة الله، ويتركوا عبادة بعل، حيث جاء في القرآن: ﴿وَإِنَّ إِلْيَاسَ لَمِنَ الْمُرْسَلِينَ ۝١٢٣ إِذْ قَالَ لِقَوْمِهِ أَلَا تَتَّقُونَ ۝١٢٤ أَتَدْعُونَ بَعْلًا وَتَذَرُونَ أَحْسَنَ الْخَالِقِينَ ۝١٢٥ اللَّهَ رَبَّكُمْ وَرَبَّ آبَائِكُمُ الْأَوَّلِينَ ۝١٢٦﴾ [الصافات:123–126] بدا من هذه الآيات أن غالبية شعب إيليا أنكروا النبي، واستمروا في عبادة الأصنام. ولم يؤمن إلا عدد قليل اتبعوا إيليا وآمنوا بالله وعبدوه. يقول القرآن: ﴿فَكَذَّبُوهُ فَإِنَّهُمْ لَمُحْضَرُونَ ۝١٢٧ إِلَّا عِبَادَ اللَّهِ الْمُخْلَصِينَ ۝١٢٨ وَتَرَكْنَا عَلَيْهِ فِي الْآخِرِينَ ۝١٢٩﴾ [الصافات:127–129] وقد أثنى القرآن على إيليا في موضعين في آيات: ﴿سَلَامٌ عَلَى إِلْ يَاسِينَ ۝١٣٠ إِنَّا كَذَلِكَ نَجْزِي الْمُحْسِنِينَ ۝١٣١ إِنَّهُ مِنْ عِبَادِنَا الْمُؤْمِنِينَ ۝١٣٢﴾ [الصافات:130–132] وفي: ﴿وَزَكَرِيَّا وَيَحْيَى وَعِيسَى وَإِلْيَاسَ كُلٌّ مِنَ الصَّالِحِينَ ۝٨٥﴾ [الأنعام:85]
قدم العديد من المفسرين، بما في ذلك عبد الله يوسف علي، تعليقات على الآية 85 من سورة الأنعام قائلين إن إيليا وزكريا ويوحنا المعمدان ويسوع كانوا جميعًا مرتبطين روحيًا. ويقول عبد الله يوسف علي: «لم تكن المجموعة الثالثة من رجال العمل، بل من دعاة الحق، الذين عاشوا حياة منعزلة. فوُصفوا "بالصالحين". وهم يشكلون مجموعة متصلة حول يسوع. فزكريا هو والد يوحنا المعمدان الذي يشار إليه باسم " إيليا المزمع أن يأتي" (متى 11: 14)، ويُقال أن إيليا كان حاضرًا وتحدث مع يسوع عند التجلي على الجبل (متى 17: 3).»

### الأدبيات الإسلامية
في الأدبيات الإسلامية، يُعتقد أنه إيليا كان "نبيًا هائمًا في البرّية، مثل يوحنا المعمدان". ويعتقد المسلمون أنه بسبب رفض غالبية الناس الاستماع إلى إيليا، اضطر أليشع (اليسع) إلى مواصلة التبشير برسالة الله في بني إسرائيل من بعده. كان إيليا موضوعًا لأساطير وحكايات شعبية في الثقافة الإسلامية، تتضمن عادةً لقائه مع الخضر، وفي إحدى الأساطير مع النبي محمد نفسه. في التصوف الإسلامي، يرتبط إيليا ارتباطًا وثيقًا بالحكيم الخضر. جاء في أحد الأحاديث أن إيليا والخضر يلتقيان معًا كل عام في القدس للذهاب للحج في مكة. يظهر إيليا أيضًا في الحمزانامة [الإنجليزية] عدة مرات، حيث يوصف بأنه شقيق الخضر، وأنه شرب من ينبوع الشباب. وجاء في كتاب الكافي أن جعفر الصادق كان يقرأ دعاء إلياس باللغة السريانية، فجعل يبكي. ثم ترجم الدعاء باللغة العربية إلى جماعة من العلماء الزائرين: «إلهي، هل تعذبني وأنت تعلم بعطشتي في حر الظهيرة؟ هل تعذبني وأنت تعلم أني أُمرّغ وجهي في الأرض لعبادتك؟ هل تعاقبني وأنت تعلم أني أترك الذنوب من أجلك؟، هل تعاقبني وأنت تعلم أني أسهر الليل كله من أجلك فقط؟ فأوحى الله إلى إلياس: ارفع رأسك عن الأرض فإني لا أعذبك.»
على الرغم من أن معظم علماء المسلمين يعتقدون أن إيليا بشّر في بني إسرائيل، إلا أن بعض المفسرين الأوائل للقرآن ذكروا أن إيليا أُرسل إلى بعلبك في لبنان. رفض العلماء المعاصرون هذا الادعاء، مشيرين إلى أن ارتباط المدينة بإيليا كان بسبب النصف الأول من اسم المدينة، بعل، وهو الإله الذي حثّ إيليا شعبه على التوقف عن عبادته. أكّد العلماء الذين رفضوا تحديد بعلبك مدينة لتبشير إيليا، بأنها لم تُذكر في قصة إيليا في القرآن أو الكتاب العبري.

## عند الدروز

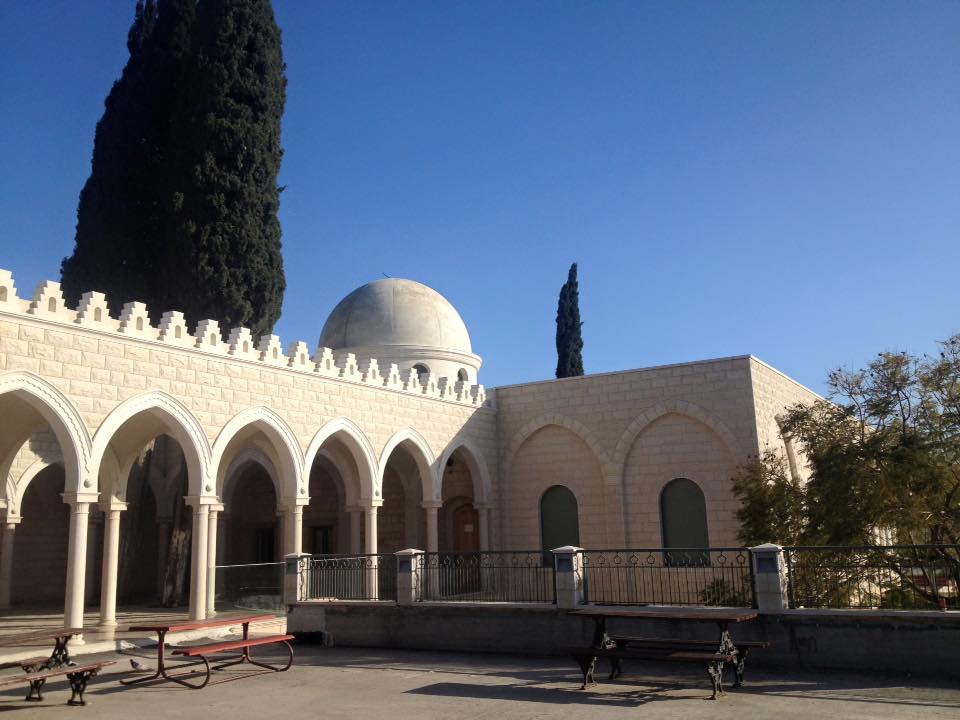
مقام الخضر الدرزي في كفرياسيف، فلسطين.

تُبجّل النصوص الدرزية العديد من "المرشدين" و"الأنبياء"، ويُبجّلون إيليا كنبي. يعتبر الدروز إيليا شخصية مركزية في ديانتهم. ونظرًا لأهميته، يُعد استيطان الدروز على جبل الكرمل ذو علاقة جزئيًا بقصة إيليا وإخلاصه. توجد بلدتان درزيتان كبيرتان على المنحدرات الشرقية لجبل الكرمل: دالية الكرمل وعسفيا. ويعتبر الدروز مغارة إيليا مكانًا مقدسًا، ويُعرّفون إيليا بأنه "الخضر"، النبي الأخضر الذي يرمز إلى الماء والحياة، ومعجزاته تشفي المرضى. ويعتبر هو ورعوئيل (شعيب) قديسين شفيعين للشعب الدرزي.
يعتقد الدروز، مثل بعض المسيحيين أن إيليا عاد في صورة يوحنا المعمدان، وبما أنهم يؤمنون بالتقمص وتناسخ الأرواح، فإن الدروز يعتقدون أن الخضر ويوحنا المعمدان هما نفس الشيء؛ مع القديس جرجيوس. وبسبب التأثير المسيحي على العقيدة الدرزية، أصبح إيليا والقديس جرجيوس من الشخصيات المبجلة المفضلة لدى الدروز. وهكذا، تجد في جميع القرى التي يسكنها الدروز والمسيحيون في وسط جبل لبنان، تخصيص لكنيسة مسيحية أو لمقام درزي لأي منهما. وبحسب الباحث راي جبر معوض فإن الدروز قدّروا القديسين لشجاعتهما: القديس جرجيوس لأنه واجه التنين، والقديس إيليا لأنه نافس كهنة بعل الوثنيين وانتصر عليهم.

## في البهائية
في البهائية، يُعتقد أن حضرة الباب مؤسس الديانة البابية، هو عودة لإيليا ويوحنا المعمدان. يعتبر كل من إيليا ويوحنا المعمدان من الأنبياء الصغار، ومقامهم أقل من مظاهر الظهور الإلهي|مظهر من مظاهر الله]] مثل يسوع المسيح، أو بوذا، أو حضرة الباب، أو حضرة بهاء الله. دُفن حضرة الباب على جبل الكرمل، حيث واجه إيليا أنبياء بعل.

## مسائل جدلية

### معجزة الغربان

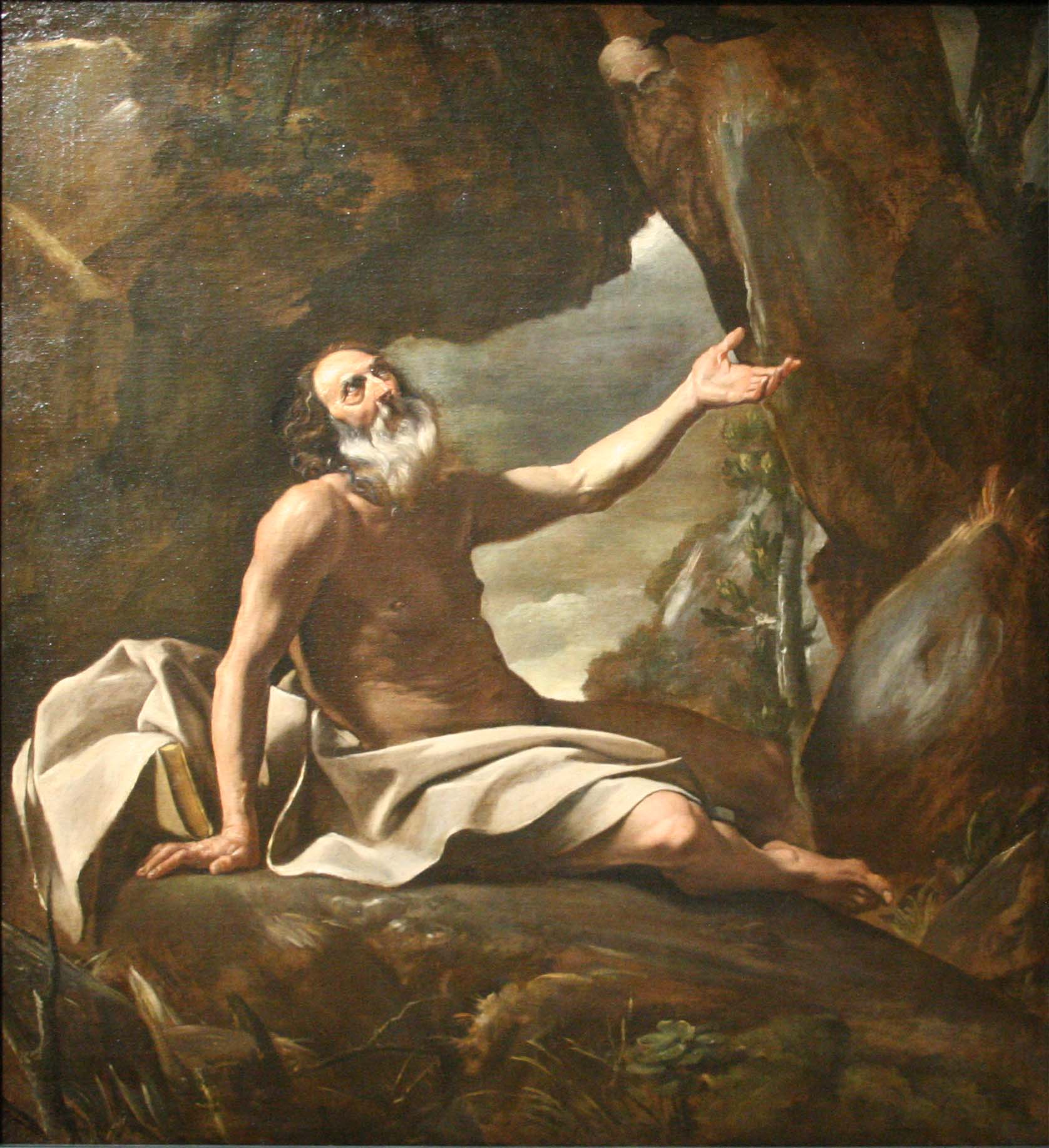
لوحة "إيليا تُطعمه الغربان" لجيوفاني لانفرانكو في متحف مارسيليا للفنون الجميلة.

شُكّك في مسألة الغربان التي أطعمت إيليا بجوار نهر كريث. استخدم النص العبري في سفر الملوك الأول 17: 4-6 كلمة עֹרְבִים "أورفيم"، والتي تعني "الغربان"، ولكن بتشكيل مختلف قد تعني أيضًا "العرب". ترجمت الترجمة السبعينية هذه الكلمة إلى κορακες "الغربان"، وتبعتها الترجمات التقليدية الأخرى. على مدار السنوات، طُرحت اقتراحات لبدائل أخرى؛ على سبيل المثال، تناول آدم كلارك (المتوفى سنة 1832م) هذه المسألة باستفاضة في تعليقه على الكتاب المقدس، حيث اعترض على الترجمة التقليدية، زاعمًا أن الغربان نجسة من الناحية الطقسية؛اللاويين 11: 15 من الصعب تخيُّل توصيل الطعام بهذه الطريقة المثيرة للاشمئزاز. في المقابل في الحادثة التالية، أطعمت الأرملة إيليا، مما يشير أيضًا إلى وجود عامل بشري.
اختار جون جراي ترجمتها إلى العرب قائلاً: «نحن نعتمد هذه القراءة فقط بسبب تطابقها مع التكملة، حيث يتغذى إيليا من امرأة فينيقية غريبة.» ترجم جراي الآيات المعنية إلى: «وكان كلام الرب له قائلًا: انطلق من هنا واتجه نحو المشرق، واختبئ عند نهر كريث الذي هو مقابل الأردن، فتشرب من النهر. وقد أمرت العرب أن تعولك هناك. فانطلق وعمل حسب كلام الرب، وذهب فأقام عند نهر كريث الذي هو مقابل الأردن. وكانت العرب تأتي إليه بخبز ولحم صباحًا، وبخبز ولحم مساء، وكان يشرب من النهر.»

### النار على جبل الكرمل
كان لتحدي كهنة البعل غرض مزدوج: إظهار أن إله إسرائيل أعظم من بعل، وأنه هو الذي يُنزّل المطر. وفقًا لجوزيف روبنسون، "اقترح بعض العلماء أن الماء المسكوب كان ضربًا من ضروب السحر الإيحائي". يزعم هوغو جريسمان أن النار التي دمرت القربان والمذبح كانت عبارة عن برق، بينما اعتقد فرديناند هيتزيج وآخرون أن الماء المسكوب على الذبيحة وفي الخندق ربما كان نافتا قابلة للاشتعال، وهو ما رفضه روبنسون معتبرًا أن كهنة بعل كانوا على علم بخصائص النافتا.
يرفض الباحث المعمداني هارولد رولي الفرضيتين. بينما رفض جوليان مورجنسترن فرضية السحر الإيحائي، لكنه يؤيد فرضية استخدام النافتا البيضاء التي ربما تُشعل بواسطة زجاج أو مرآة لتركيز أشعة الشمس، مستشهدًا بإشارات أخرى للنار المقدسة، كما في سفر المكابيين الثاني 1: 18-22.

### الصعود إلى السماء
يرتبط اسم إيليا عادةً في المعتقد اليهودي حول أولئك الذين صعدوا إلى السماء وهم أحياء. جاء في إنجيل يوحنا أن يسوع قال: «وليس أحد صعد إلى السماء إلا الذي نزل من السماء، [حتى] ابن الإنسان الذي هو في السماء.»يوحنا 3: 13 تُفسّر المسيحية تقليديًا عبارة "ابن الإنسان" على أنها لقب ليسوع، لكن هناك تفسيرات أخرى. يعتقد بعض المسيحيين أن إيليا لم يُنقل إلى السماء، بل نُقل ببساطة إلى مهمة أخرى إما في السماء أو مع الملك يهورام ملك يهوذا. تعتمد مسألة ما إذا كان إيليا في السماء أو في أي مكان آخر على الأرض جزئيًا على وجهة نظر حول الرسالة التي تلقاها يهورام من إيليا في سفر أخبار الأيام الثاني 21: 12 بعد صعود إيليا. ويرى البعض أن الرسالة كُتبت قبل صعود إيليا، لكنها سُلّمت لاحقًا. يوضح الحاخام سيدر عولام أن الرسالة سُلّمت بعد سبع سنوات من صعوده. يُعد ذلك أيضًا تفسيرًا محتملًا لبعض الاختلافات في مخطوطات كتاب عاديات اليهود بيوسيفوس التي تحدثت عن هذه القضية. وزعم آخرون أن إيليا "اختُطف" فقط مثل فيليب في أعمال الرسل 8 استنتج جون لايتفوت [الإنجليزية] أنه لا بد أن إيليا صاحب الرسالة يختلف عن إيليا النبي.

### العودة
تنتظر اليهود مجيء إيليا قبل مجيء المسيح. بالنسبة للمسيحيين، فقد تحققت هذه النبوءة في الإنجيل بعد ظهور إيليا وموسى أثناء التجلي، كما أوضح يسوع لتلاميذه أن يوحنا المعمدان، الذي قطع هيرودس أنتيباس رأسه لاحقًا،متى 14: 9-12 كان إيليا المتجسد من جديد.متى 17: 9-13 وقال المفسرون إن ظهور موسى يمثل الناموس، بينما يمثل ظهور إيليا الأنبياء. وتعتقد كنيسة يسوع المسيح لقديسي الأيام الأخيرة أن إيليا عاد في 3 أبريل 1836م حين ظهر لجوزيف سميث وأوليفر كاودري، محققًا نبوءة ملاخي.
يعتقد البهائيون أن إيليا عاد في صورة النبي يوحنا المعمدان وفي صورة الباب الذي أسس الإيمان البابي سنة 1844م. ويعتقد الدروز، مثل البهائيين، أن إيليا عاد باسم يوحنا المعمدان. وتعتقد حركة أمة الإسلام الأمريكية أن إيليا عاد باسم إيليا محمد، الزعيم الديني الانفصالي الأسود (الذي ادعى أنه "رسول"، وليس نبي)، وهو ما يعتبرونه أقل أهمية نظرًا لاعتقادهم بأن الله نفسه ظهر في شخص والاس فرد محمد مؤسس الجماعة. يختلف اعتقادهم بشكل ملحوظ عن معظم المعتقدات حول إيليا، حيث يعتقدون أن ظهوره مرة أخرى عادة ما يكون مقدمة لظهور أعظم.

## في الفنون والأدب
- لعل أشهر تمثيل لقصة إيليا هو المقطوعة الموسيقية الدينية "إيليا" بفيلكس مندلسون. تسرد المقطوعة العديد من حلقات حياة إيليا، بما في ذلك تحديه لأخآب وصراع الآلهة، ومعجزة إقامة الموتى، وصعوده إلى السماء. أُلّفت المقطوعة وعُرضت لأول مرة سنة 1846م، وتعرضت لانتقادات من قبل أعضاء المدرسة الألمانية الجديدة، لكنها مع ذلك تظل واحدة من أشهر الأعمال الكورالية والأوركسترالية الرومانسية.
- في كتابه الإثنوغرافي في انتظار إيليا: الوقت واللقاء في المشهد البوسني، يناقش عالم الأنثروبولوجيا صفت حجي-محمدوفيتش عيد الحصاد التوفيقي في يوم إيليا (إليندان/أليدون)، الذي يتقاسمه المسيحيون والمسلمون في جميع أنحاء البوسنة والهرسك.[132] ركّز الكاتب على حقل جاكو في المرتفعات الجنوبية الشرقية للبوسنة. بدءًا من المثل البوسني الشهير حول اسمي إيليا "إيليا حتى الظهر - إلياس بعد الظهر"، ناقش حجي-محمدوفيتش الانتظار التقليدي لإيليا، واندماجه مع (شخصيات الإله السلافي بيرون والخضر).
- في أورلاندو فوريوسو، يطير الفارس الإنجليزي أستولفو إلى القمر في عربة إيليا المشتعلة.
- مقطوعة "صخرة إيليا" هي موسيقى مسيحية تقليدية روحية عن إيليا، وتستخدمها أيضًا مجموعات الشباب اليهودي أحيانًا.
- "إذهب مثل إيليا" هي أغنية لكاتب الأغاني الأمريكي تشي كولتران.
- أنشأ لورينزيتو تمثالًا لإيليا بمساعدة النحات الشاب رافايلو دا مونتيلوبو، باستخدام تصميمات رافائيل.[133]
- رواية الجبل الخامس لباولو كويلو مقتبسة من قصة إيليا.
- أصدرت فرقة الميتال المسيحية "Disciple" أغنية "إله إيليا" في ألبوم "By God" الصادر سنة 2001م. موضوع الأغنية هو التحدي الذي وضعه إيليا ضد أخاب بين بعل وإله إسرائيل.
- سجلت فرقة "Seatrain" في أغنية "في انتظار إيليا" في ألبوم يحمل الاسم نفسه سنة 1970م، في إشارة إلى مجيء إيليا الثاني.
- بين سنتي 1974-1976م، اعتقد فيليب ك. ديك أن روح إيليا استحوذت عليه.[134] ثم أدخل لاحقًا إيليا (في صورة شخصية إلياس تيت) في روايته "الغزو الإلهي".
- في ألبوم "29" لريان آدامز الصادر سنة 2005م، تتحدث أغنية "أصوات" عن إيليا، في إشارة إلى كون إيليا نبي الدمار.
- كتاب "رحلات مع إيليا: ثماني حكايات للنبي" من تأليف باربرا غولدن ورسوم جيري بينكني.
- في سنة 1996م، أنشأ روبن مارك أغنية مديح بعنوان "أيام إيليا".
- رواية كورماك مكارثي "الطريق" (2006م)، تُصوّر رجلاً عجوزًا يشير بشكل غامض إلى نفسه باسم إيلي.
- إيليا ("ليي") هو اسم بطل الرواية في ثلاث روايات من سلسلة روبوت للكاتب إسحق عظيموف. كانت الشخصية على دراية بقصص الكتاب المقدس، وترويها أحيانًا في السرد أو في المناقشة مع شريكه الآلي أوليفر الذي بُني في عالم خالٍ من الدين. ومن المفارقات أن زوجته تدعى إيزابل.
- يلمح الفيلم الشهير عربات النار إلى قصيدة ويليام بليك "وفعلت تلك الأقدام في الزمن القديم"، والتي بدورها تلمح إلى قصة إيليا.
- لعب جون هويت دور إيليا في فيلم خطايا إيزابل سنة 1953م.
- صوّرت سلسلة من اللوحات التي رسمها كلايف هيكس-جنكينز بين سنتي 2003-2007م إيليا والغراب يُطعمه، استوحاها من أجزاء من مذبح توسكاني في معرض صور كنيسة المسيح في أكسفورد.[135]
- أشارت أغنية "مكتوب"، لداميان مارلي إلى إيليا.
- أشار فيلم كتاب إيلي بطولة دنزل واشنطن إلى إيليا، حيث لعب واشنطن دور رجل في مهمة في عالم ما بعد نهاية العالم لتسليم الكتاب المقدس لحفظه.
- كتب إسحاق بيرتس رواية "الساحر"، والذي رسمه مارك شاغال سنة 1917م، عن إيليا.[136]
- في بداية موبي ديك، التقى إسماعيل وكويكيج برجل مصاب بالندوب ومشوه يُدعى إيليا، وهو نبي (أو ربما مجرد غريب مخيف) يلمح لهما بمخاطر الصعود على متن سفينة أخاب "بيكود".
- يظهر إيليا في "الكتاب الأحمر" لعالم النفس كارل يونغ كأحد أبطال الكتاب المركزيين.
- أغنية "إلياهو" لفرقة "انتقال خارج النظام" الشعبية تدور حول قصة إيليا خلال عيد الفصح.